# Feyo Onno Joost Sickinghe
Jhr. Feyo VI Onno Joost Sickinghe ('s-Gravenhage, 1 mei 1926 – Naarden, 8 juni 2006) was een Nederlandse captain of industry, president-directeur en president-commissaris. Hij was twintig jaar lang voorzitter van de raad van bestuur van de Verenigde Machinefabrieken-Stork, destijds een van Nederlands grootste industriële concerns. Sickinghe stond bekend als een ijzersterke crisismanager en een 'buitengewone en superieure netwerker'. Hij gold tussen de jaren '70 en '90 als een van de invloedrijkste personen van Nederland, zowel binnen als buiten het bedrijfsleven.    
Sickinghe verkreeg grote faam door zijn rol bij de redding van de VFM (Stork). Hij begon er bij een van de dochterondernemingen: Werkspoor. Sickinghe werd uiteindelijk achtereenvolgens exportleider, onderdirecteur, directeur en president-directeur van het grotere concern. Van 1971 tot 1989 was hij voorzitter van de Raad van Bestuur van de VMF. Sickinghe wist het zwaar verlieslijdende bedrijf weer winstgevend te maken door vele (verlieslijdende) onderdelen te saneren en het werknemersbestand van 26.0000 mensen te halveren. Hij hield er de bijnaam 'Kampioen Afslanker' aan over. Zijn acties zorgde voor veel onrust onder de vakbonden en het leverde een nationaal debat op over het maatschappelijke systeem in relatie tot de vrije of particuliere ondernemingsgewijze productie. Sickinghe ging er op Nederland 1 over in debat met de bekende Nederlandse vakbondsbestuurder Arie Groenevelt. Ondanks de vele protesten draaide het concern rond het vertrek van Sickinghe in 1989 uiteindelijk een recordomzet van zeker 2,8 miljard gulden en maakte het 100 miljoen gulden winst met een orderportefeuille die 20 procent groter was dan het jaar ervoor. Sickinghe had van het meermaals ten dode opgeschreven concern een Europese high-tech onderneming gemaakt. 
Hij was daarnaast een van de hoofdpersonen in de turbulente pogingen om de Nederlandse industrie uit het slop te halen. Sickinghe schreef in 1978 met 8 andere vooraanstaande directeuren en ondernemers een brandbrief aan het Kabinet-Den Uyl. Enige tijd later sprak De Telegraaf zelfs over een kabinet-Sickinghe. De krant kopte met ''De staatsgreep van drs. Hans Gruijters en jhr. mr. Feyo Sickinghe''. 
Sickinghe werd na zijn tijd bij Stork door verschillende bedrijven ingevlogen als crisismanager. Zo zorgde hij in de rol van adviseur met bijzondere bevoegdheden en fusiedirecteur voor een doorbraak in de  vastgelopen onderhandelingen tussen de Coöperatieve Condensfabriek Friesland (CCF) en het gefuseerde Frico/Domo. Het leidde tot een fusie en de bedrijven gingen gezamenlijk verder als Friesland Dairy Foods (FDF), de voorloper van het huidige Friesland-Campina. Sickinghe was er ook voor verantwoordelijk dat het beleggingsconcern Noro, dat zeker 5 miljard gulden aan vermogen beheerde weer in beter vaarwater terecht kwam. Hij werd gevraagd als  president-commissaris en speciaal adviseur en gaf leiding aan een commissie die de hiërarchische structuur van het bedrijf wijzigde. Sickinghe bleek in staat de belangenverstrengeling tussen John Fentener van Vlissingen en de andere aandeelhouders te ontwarren. Daarnaast trok Noro zich op grond van zijn adviezen terug uit zijn zwaar verliesgevende onroerendgoedbelangen in Europa. Een van zijn laatste wapenfeiten was zijn betrokkenheid bij de privatisering van Stichting Pensioenfonds ABP. Aangesteld als interim-directeur ontwikkelde hij een nieuwe structuur voor de top van het ABP. Hij zorgde ervoor dat de hoofddirectie werd afgeschaft. Als gevolg hiervan namen de president directeur en de hoofddirecteur afscheid van het bedrijf. Hij vond het ABP, dat destijds 170 miljard pensioengulden beheerde, onvoldoende toegerust om als geprivatiseerde onderneming de concurrentiestrijd aan te kunnen met grote financiële instellingen.  
Sickinghe zou tot aan zijn overlijden uiteindelijk een twintigtal aan commissariaten vervullen. Waarvan meermaals in de rol van voorzitter. Hij zat daarnaast in zeker dertig advies- en bestuursraden en vervulde ook daarin vaak de rol van voorzitter. Zo was hij voorzitter van de Franse Kamer van Koophandel en Industrie in Nederland, voorzitter van de Vereniging Effecten Uitgevende Ondernemingen (VEUO), voorzitter van de Nederlandse Afdeling van de Association for the Monetary Union of Europe, voorzitter van de stichting Amsterdam Promotion, voorzitter van de Raad van Toezicht van het academisch ziekenhuis (het AMC) bij de Universiteit van Amsterdam, voorzitter van het Utrechts Universiteitsfonds en vice-voorzitter van de Gouverneur Europese Culturele Stichting. 
Hij was politiek zeer betrokken en bemoeide zich met vele maatschappelijke debatten en vraagstukken. Zo stond hij regelmatig in de krant met meningen over het woningtekort, de toekomst van het Groene Hart, de toekomst van de Nederlandse vliegtuigbouwer Fokker en de geforceerde privatisering van de Nederlandse Spoorwegen. Hij was gemeenteraadslid, zat in de Unieraad van de CHU en was lid van de commisie-Zijlstra. Door zijn politieke activiteiten rondom de CHU en het latere CDA was zijn bijnaam ook wel 'de CHU jonkheer'. 
Sickinghe ontving gedurende zijn leven enkele hoge binnenlandse en buitenlandse onderscheidingen. 

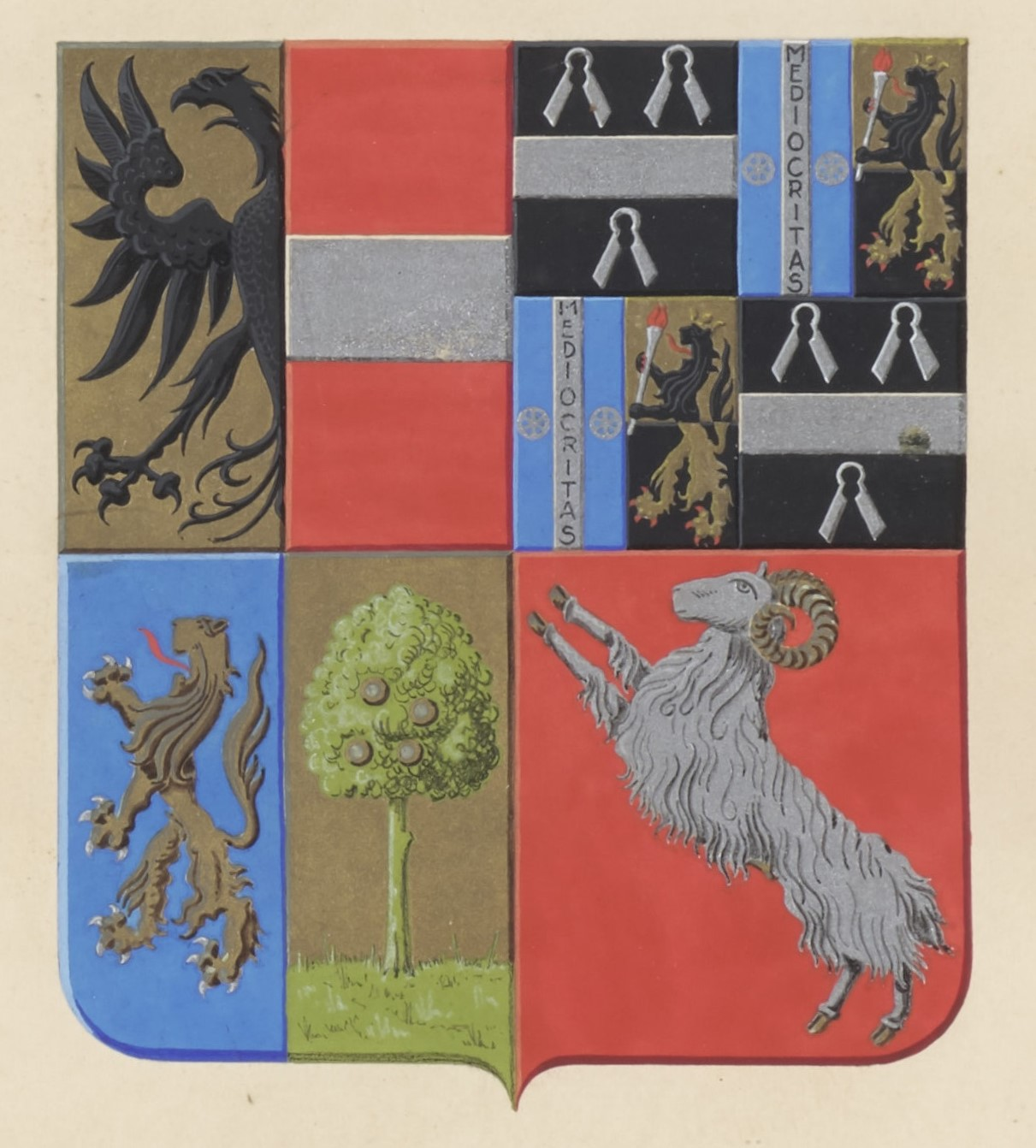
Het wapenschild van jonkheer Feyo Onno Joost Sickinghe met de familiewapens Sickinghe (linksboven), Radermacher Schorer (rechtsboven), Nepveu tot Ameyde (linksonder) en Ram (rechtsonder)

## Biografie
Sickinghe, telg uit het Nederlands oud adellijk Groningse regentengeslacht Sickinghe, werd geboren als zoon van jhr. Duco Wilhelm Sickinghe (1888-1983); luitenant-kolonel der artillerie en ordonnansofficier van koningin Wilhelmina der Nederlanden en jkvr. Wilhelmine Jeanne Marie Elisabeth Radermacher Schorer (1895-1965); telg uit het adellijke geslacht Radermacher Schorer. Jhr. Onno Joost Sickinghe (1858-1948), gemeenteontvanger van Zeist, commissaris en bestuurder, was zijn grootvader.  
De Nederlandse burgemeester van Utrecht Philips Ram (1753-1817) was zijn oudvader.   
Feyo groeide op in Driebergen. Hij was de broer van jkvr. drs. Cornélie Jeanne Louise Mathilde Sickinghe (1923-2021); universitair docent, gouvernante van de prinsessen Beatrix en Irene en peetmoeder van Prins Constantijn der Nederlanden, echtgenote van jhr. Arnout Jan de Beaufort (1912-1966). Hij was een oom van prof. jkvr. dr. Inez Duconia de Beaufort (1954), Nederlands hoogleraar gezondheidsethiek.

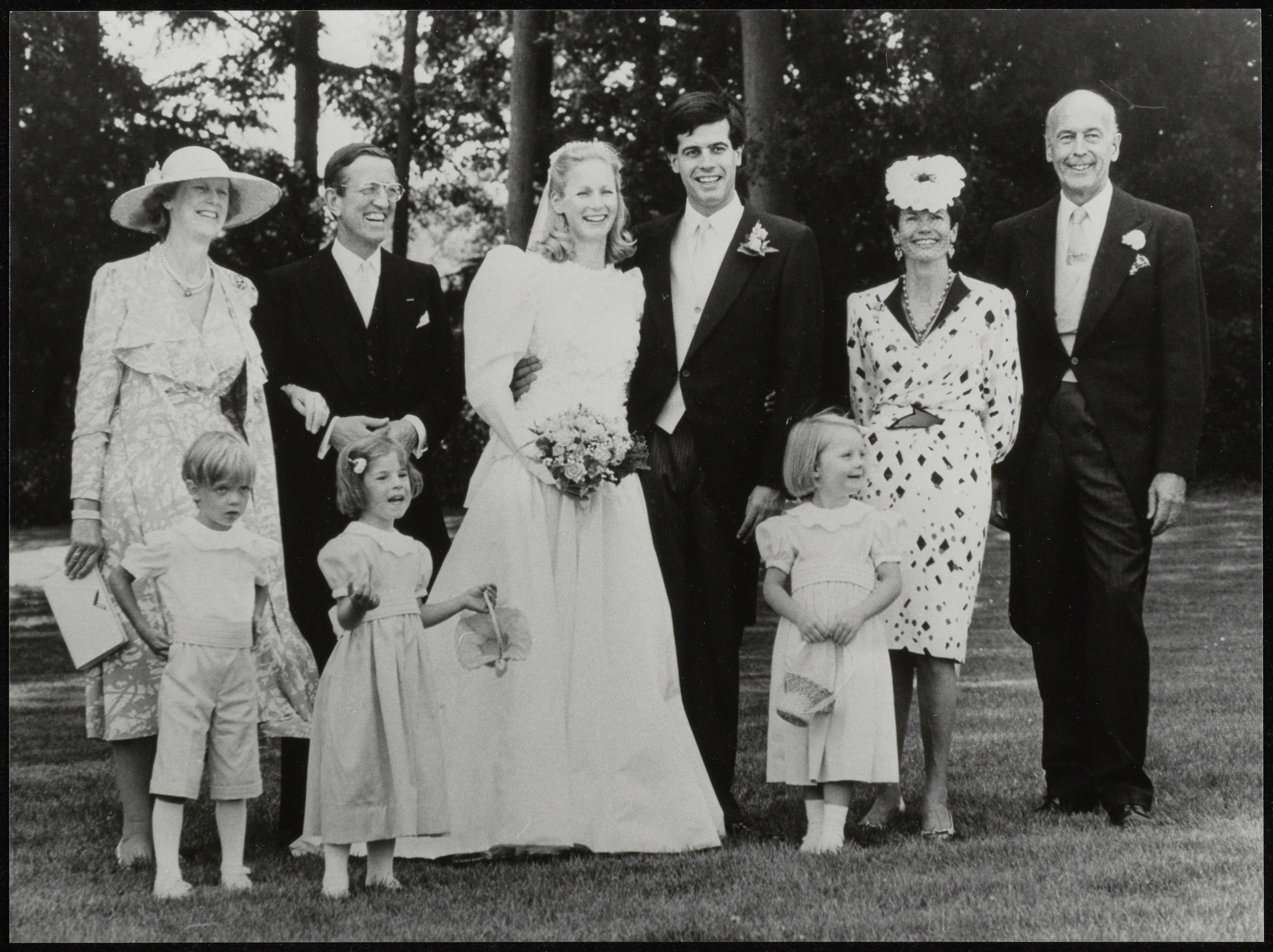
Sickinghe met zijn vrouw Marguerite Cornélie van Eeghen op de huwelijksfoto van zijn dochter jkvr. Wilhelmine Sickinghe met Henri Giscard d’Estaing (1956), zoon van de 20e President van de Franse Republiek Valéry Giscard d'Estaing (uiterst rechts op de foto).

Sickinghe trouwde in 1952 met Marguerite Cornélie van Eeghen (1928-2016); filantrope en bestuurslid van organisaties op het gebied van zorg, welzijn, cultuur en politiek, ridder in de Orde van Oranje-Nassau. Samen kregen zij vier kinderen, te weten:
- Jkvr. Marguerite Catharina Sickinghe (1953)
- Jkvr. Wilhelmine Jeanne Mathilde Elisabeth Sickinghe (1956); getrouwd met Henri Giscard d’Estaing (1956), CEO van Club Med en zoon van de president van de Franse Republiek Valéry Giscard d'Estaing (1926-2020)
- Jhr. Duco Willem Sickinghe (1958); Nederlands topbestuurder, CEO van Telenet en ondernemer
- Jhr. Rembt Feyo Sickinghe (1966) Feyo Sickinghe en zijn vader Duco Wilhelm Sickinghe op de eerste rij achter de prinsessen Beatrix en Irene bij het huwelijk van zijn zus Corinne Sickinghe met Arnout Jan de Beaufort in 1953

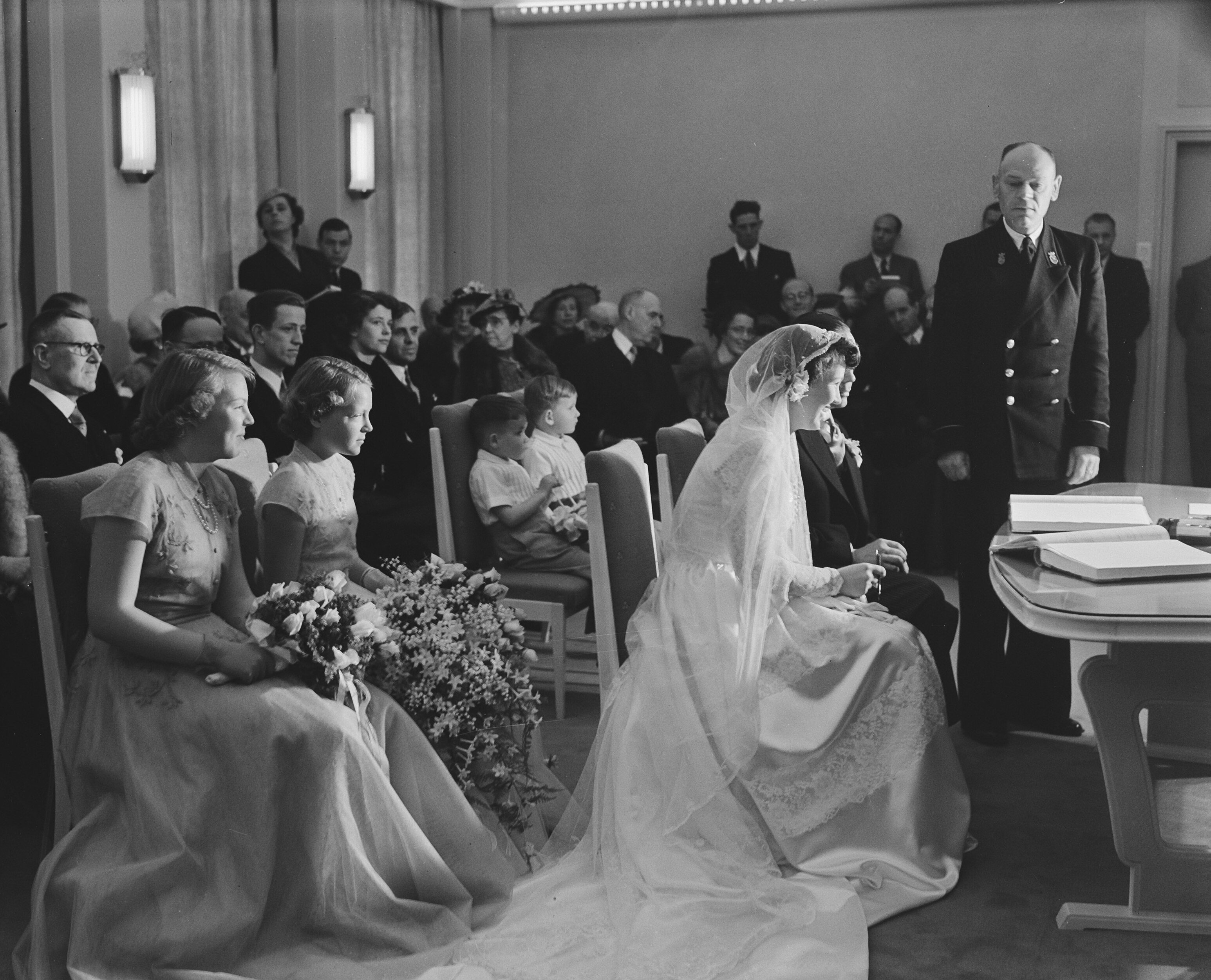
Feyo Sickinghe en zijn vader Duco Wilhelm Sickinghe op de eerste rij achter de prinsessen Beatrix en Irene bij het huwelijk van zijn zus Corinne Sickinghe met Arnout Jan de Beaufort in 1953

Sickinghe was gemeenteraadslid voor de gemeente Driebergen-Rijsenburg, zat in de Unieraad van de CHU en was lid van de commisie-Zijlstra waar hij meewerkte aan een CDA-rapport over het economisch beleid van de daaropvolgende jaren. Voor zijn bijzondere verdiensten werd Sickinghe benoemd tot Ridder in de Orde van de Nederlandse Leeuw (1976) en tot Commandeur in de Orde van Oranje-Nassau (1989). In 1994 werd hij benoemd tot Officier in de Nationale orde van het Legioen van Eer; de hoogste en belangrijkste Franse nationale onderscheiding. 
Sickinghe was lid van de Nederlandse Hervormde Kerk, rechtsridder van de Johanniter Orde in Nederland en maatschappelijk lid (directeur) van de Koninklijke Hollandsche Maatschappij der Wetenschappen (1969-2006).
Hij overleed in 2006 op 80-jarige leeftijd te Naarden.

### Als ridder bij de viering van het 100-jarig bestaan van Vancouver
Sickinghe was een telg uit het Noord-Nederlandse oud adellijke geslacht Sickinghe. Vier van zijn voorouders, allen broers, waren betrokken geweest bij het Ontzet van Coevorden in 1672. Zo was jonker Johan Sickinghe (1649-1673) commandant van de cavalerie bij het ontzet. De jonkers Rudolph Sickinghe (1643-1688) en Hindrick Sickinghe (1650-1682) waren ritmeesters (kapitein) bij de herovering. De jongste broer die deelnam aan de strijd was jonker Feio Sickinghe (1654 -1694). Deze Feio was slechts 18 jaar toen hij samen met zijn bovengenoemde broers ten strijde trok. Feyo Sickinghe (1926-2006) stamt in directe lijn af van deze Feio.  
In de Canadese stad Vancouver vond in 1986 een expo plaats vanwege het 100-jarig bestaan van de stad. De Nederlandse stad Coevorden bouwde ter gelegenheid het kasteel van Coevorden in het centrum van Vancouver op nagenoeg ware grootte na. Het project werd gesteund door het Nederlandse bedrijfsleven (met namde de ABN) en het Ministerie van Economische Zaken. Ook de gemeenteraad van Vancouver en de regering van Brits-Columbia waren bij het plan betrokken. 
In het kasteel dat van april tot begin 1987 in de stad stond, vond een door de provincie Drenthe opgezette cultuur-historische presentatie plaats. Het Coevorden kasteel-project werd gecoördineerd en bewaakt door een stichtingsbestuur bestaande uit zes bestuursleden. Sickinghe was een van de bestuursleden. De voorbereidingen namen uiteindelijk zeker anderhalf jaar in beslag. In deze periode werden de banden tussen Vancouver en Coevorden flink versterkt. 
De opening van het kasteel vond onder belangstelling van enkele duizenden mensen plaats op 4 april 1986. Nederlands stuurde een zware delegatie richting de Canadese stad. Prinses Margriet en haar man Pieter van Vollenhoven was gevraagd het kasteel te openen. Ter gelegenheid verschenen Sickinghe en de andere bestuursleden van de stichting gehuld in een glimmend koperen harnas. Sickinghe, als enige in een gouden harnas, vertegenwoordigde zijn voorvader Feio Sickinghe (1654-1696). De andere bestuursleden moesten de eerdergenoemde broers (Rudolph, Johan en Hindrik) van deze Feio voorstellen.

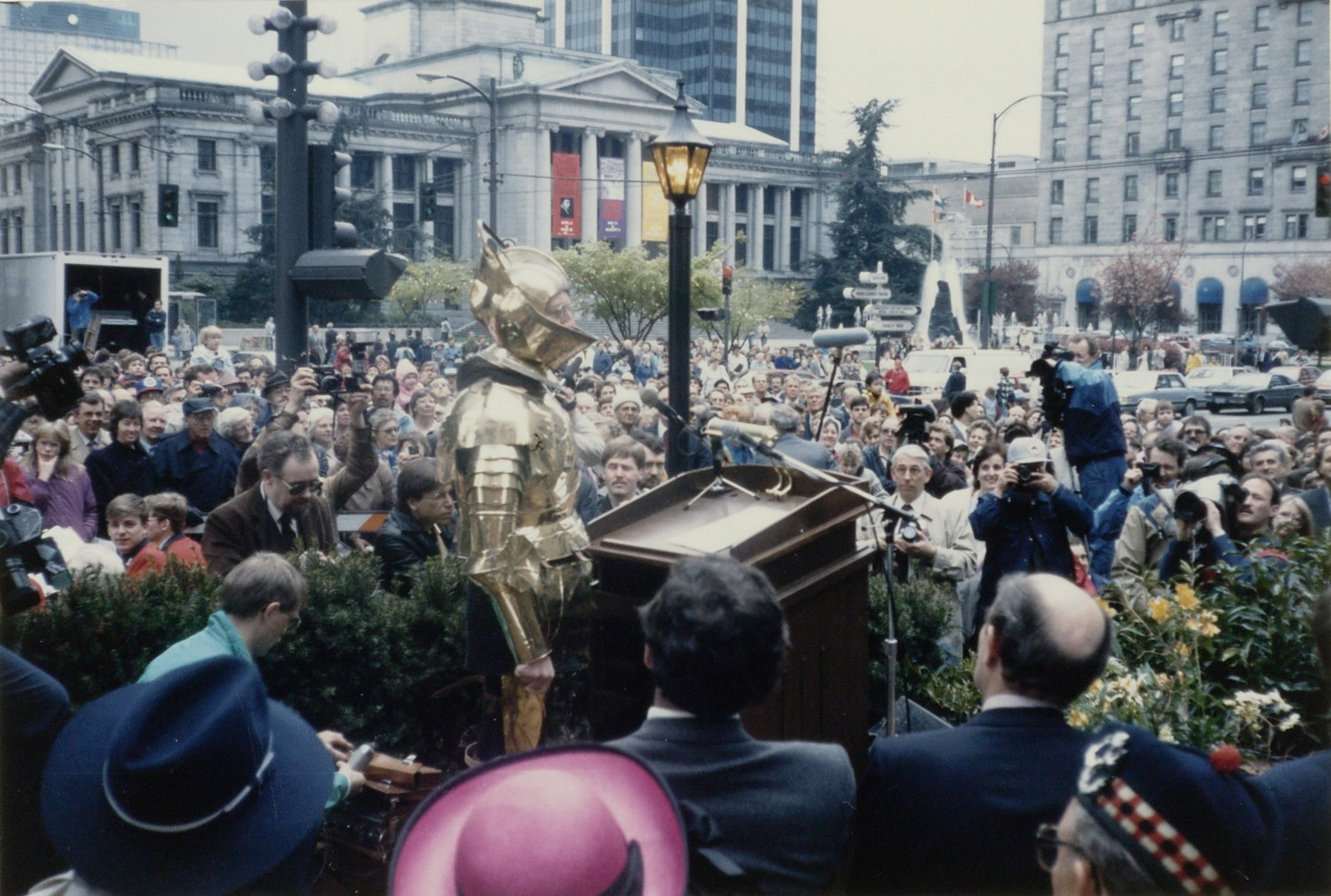
Feyo Sickinghe houdt (voor het nagemaakte kasteel van Coevorden) een toespraak in het centrum van Vancouver ter gelegenheid van het 100-jarig bestaan van de stad.

Sickinghe begeleidde vlak voor zijn toespraak de Prinses richting het podium. De 23ste Luitenant-Goeverneur van Brits Columbia begeleidde Pieter van Vollenhoven richting het podium. Het Nederlandse en Canadese volkslied werden gespeeld, gevolgd door kanonschoten. Sickinghe was de eerste spreker en sprak de volgende woorden: 
Your Royal Highness, mr. van Vollenhove, mr. mayor and other distinguished guests, with my brothers Roelof, Jan, Hendrik and my comrades in arms we had to travel more then three hundred years through history to arrive here today at the castle of Coevorden. In 1672 we participated in the liberation of the town of Coevorden: our armour is still covered with the blood of their enemies. We are extremely proud of the famous son of Coevorden who founded this magnificent city. We congratulate all the citizens of Vancouver with their centenary and wish them prosperity and happiness.
Nadat de speeches van onder andere de burgemeesters van Coevorden en Vancouver werd het Koninklijk gezelschap richting de poort van het kasteel begeleid. 

## Loopbaan
Na zijn middelbareschooltijd studeerde Sickinghe rechten aan de Rijksuniversiteit Utrecht waarna hij advocaat en procureur te Amsterdam werd.

### Stork

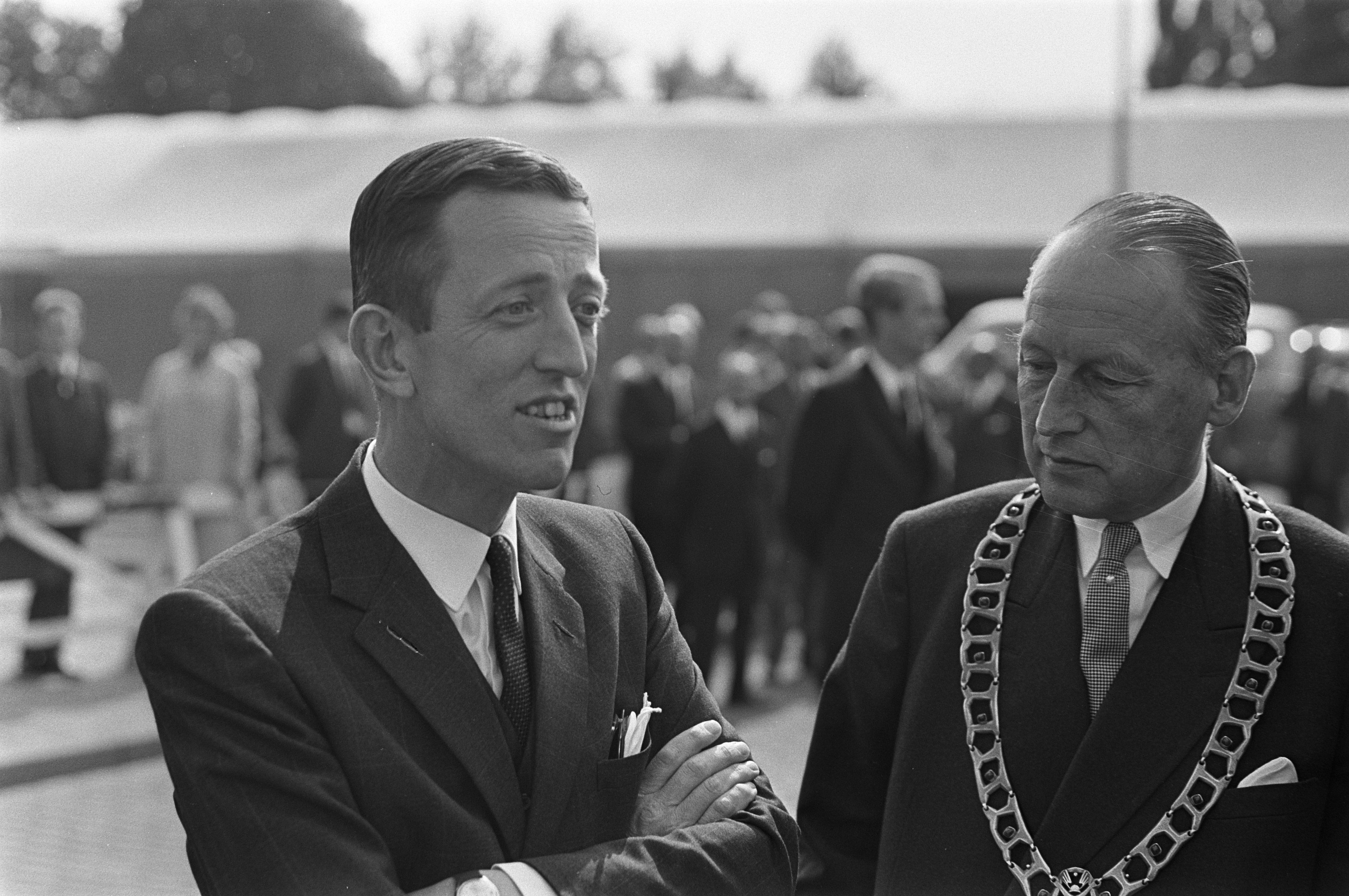
Tijdens een rondgang door de fabriek van Stork spreken directeur Sickinghe en burgemeester Von Fisenne van Hengelo met elkaar, 1968

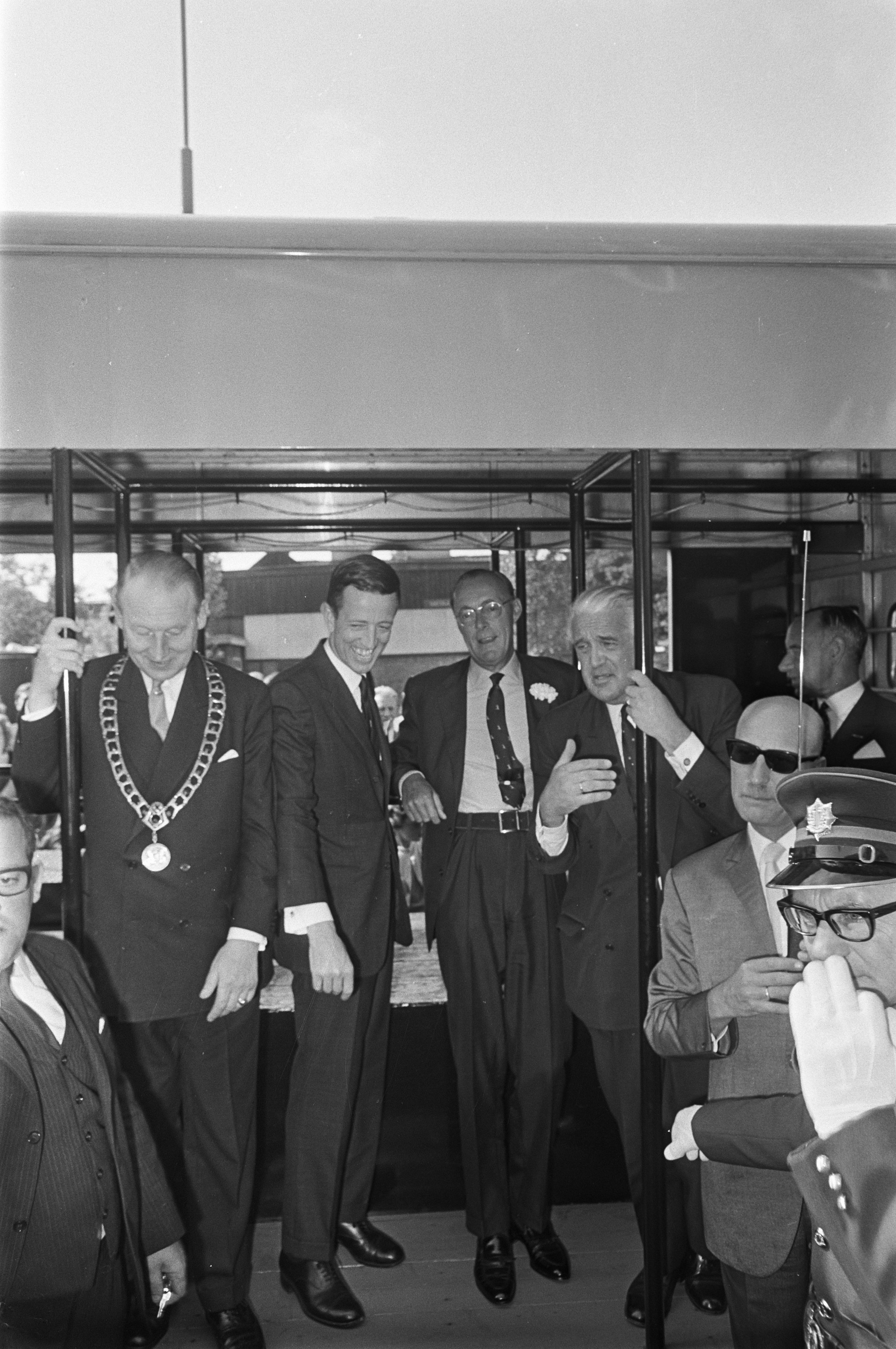
Sickinghe links van prins Bernhard tijdens zijn rondgang door de fabriek van Stork, 5 september 1968

Sickinghe's carrière bij Stork begon in 1955 bij Werkspoor, een dochteronderneming van de VMF. 
In 1962 was hij exportleider van de VMF. In april van dat jaar opende het concern een fabriek in Mexico. Deze werd geopend door prins Bernhard van Lippe-Biesterfeld. Op een vraag van De Telegraaf of ook prinses Irene mee zou gaan, weigerde Sickinghe antwoord te geven.
Per 1 oktober 1964 werd Sickinghe benoemd tot onderdirecteur van de Koninklijke Machinefabriek Gebr. Stork & Co. N.V. Per 1 september 1965 werd hij benoemd tot directeur van het concern. In 1969 werd Sickinghe benoemd tot lid en in 1971 tot voorzitter van de Raad van Bestuur van Stork N.V.

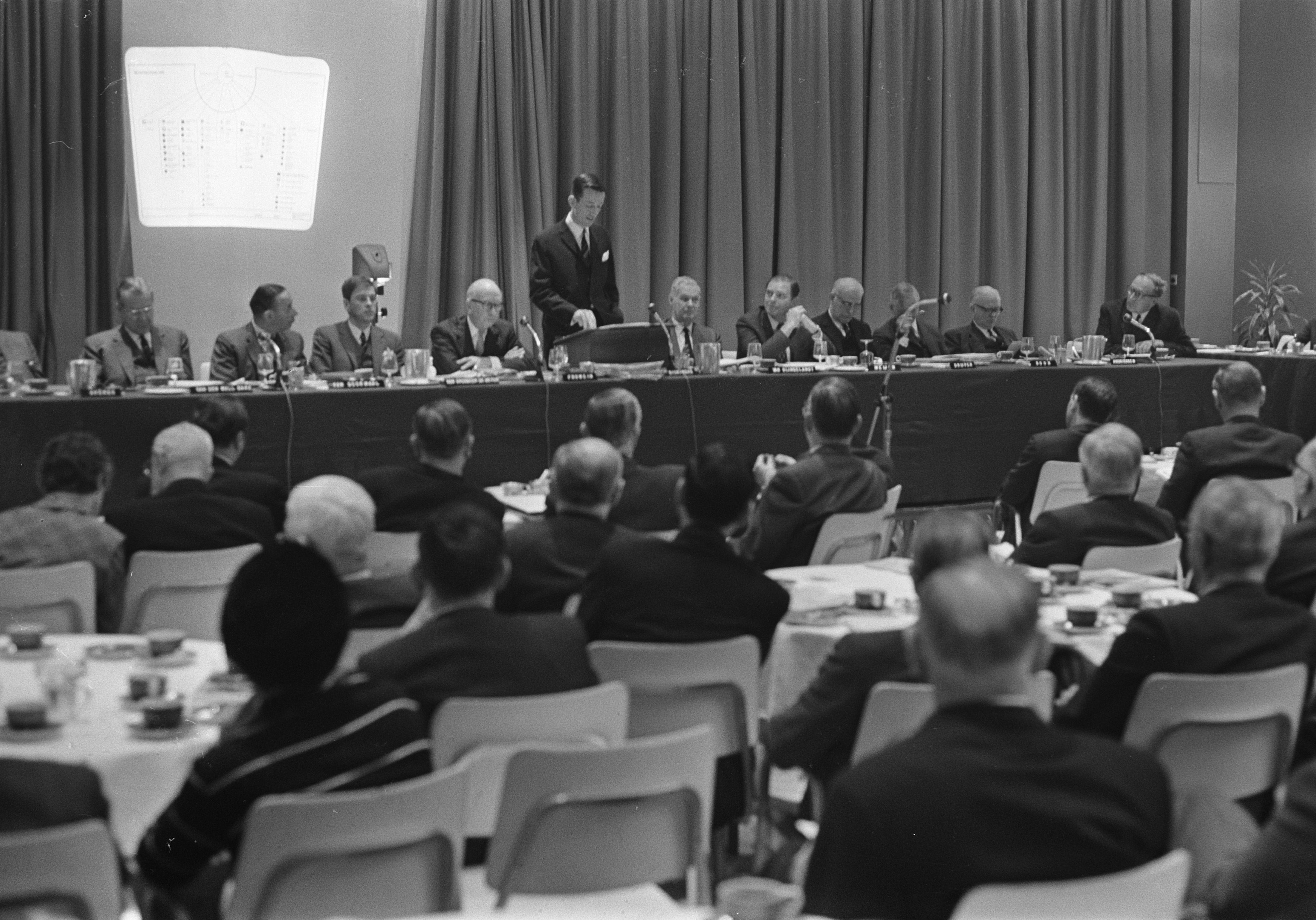
Sickinghe spreekt op de buitengewone aandeelhoudersvergadering van VMF/Stork-Werkspoor gehouden in het Hilton Hotel Amsterdam, 1969

Sickinghe bij de persconferentie van de Raad van Bestuur van VMF/Stork-Werkspoor over de berichten van personeelsinkrimping te Amsterdam, 1969

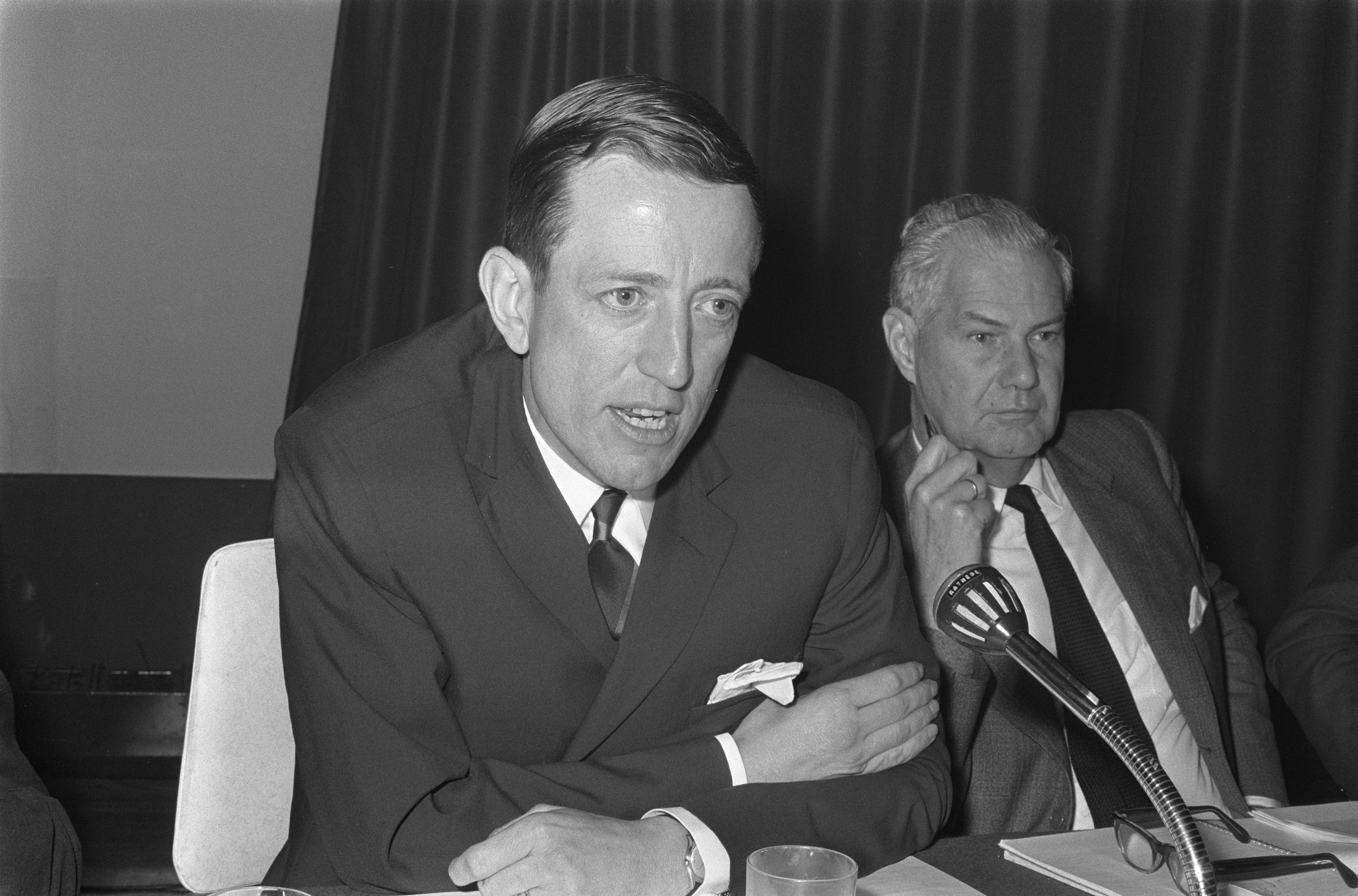
Feyo Sickinghe bij een aandeelhoudersvergadering van VMF/Stork-Werkspoor in 1969

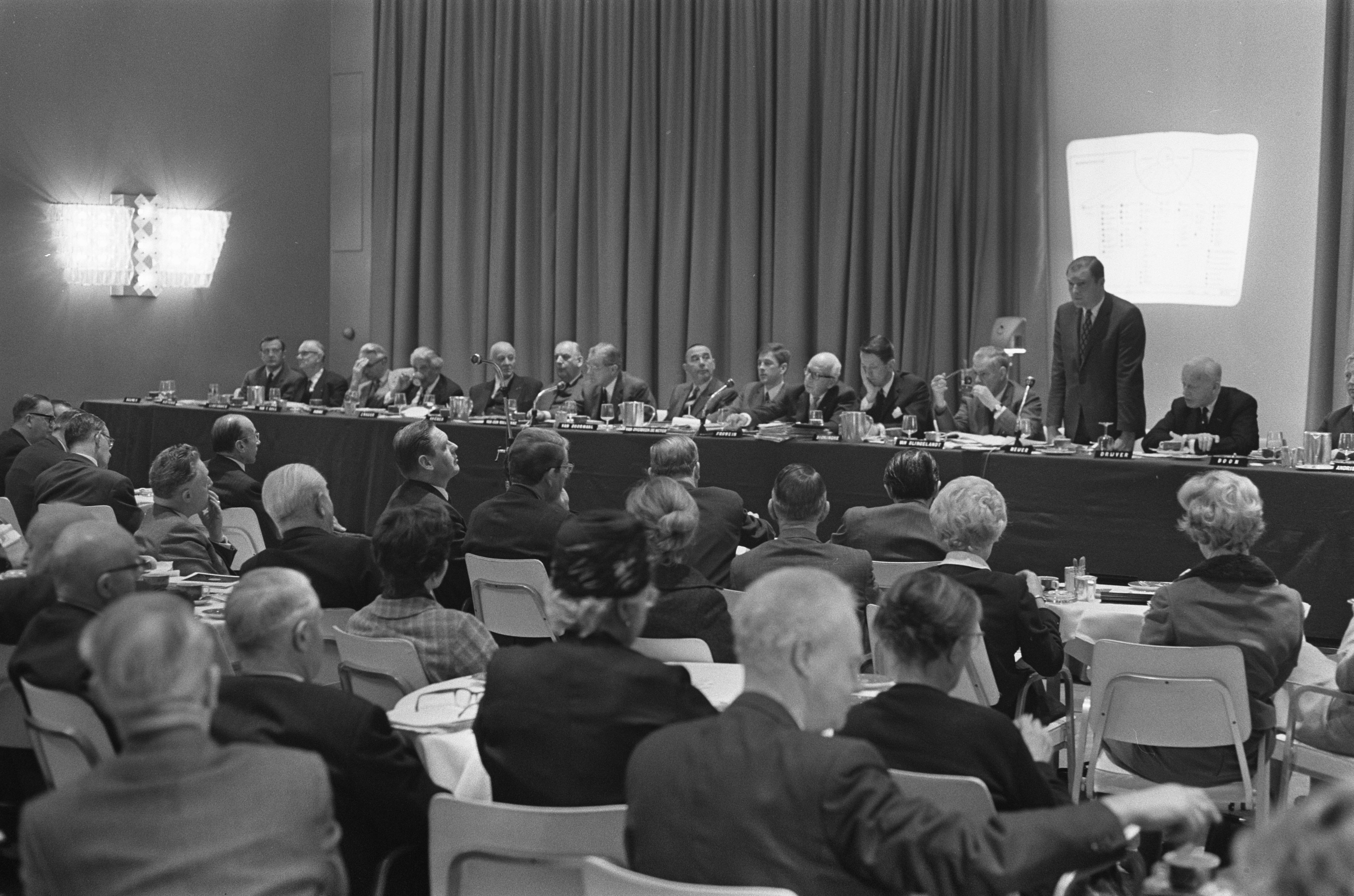
Sickinghe (vijfde van rechts) op de buitengewone aandeelhoudersvergadering

Tot de jaren 60 had Stork altijd ingezet op de fabricage van zware kapitaalgoederen; machines, ketels voor elektriciteitscentrales, treinen en scheepsmotoren. Midden jaren zeventig zakte de vraag naar 'rollend' materieel (treinen en trams) en andere zware kapitaalgoederen. Door het afzwakken van het effect van de wederopbouw, de oliecrisis en de concurrentie van bedrijven uit landen met lage lonen kwam Stork in zwaar weer terecht. Toen de Nederlandse Spoorwegen hun treinen in het buitenland besloten te bestellen, leek dat de genadeslag te worden. Het bedrijf draaide steeds groter wordende verliezen en de afdeling Rollend Materieel (Rolma) van VMF in Utrecht moest in 1970, na een dramatisch debat in de Tweede Kamer, zijn poorten sluiten. Sickinghe maakte toen deel uit van de raad van bestuur en zou een jaar later benoemd worden tot bestuursvoorzitter. Hij ervoer de sluiting van Rolma als een traumatische nederlaag want: 'Elk industrieel land dat zichzelf respecteert, hoort over een eigen staalindustrie en een fabriek voor spoorweg- en trammaterieel te beschikken' aldus Sickinghe destijds.
Bij zijn aantreden als voorzitter van de raad van bestuur in 1971 gooide het Sickinghe het roer om. Het bedrijf zou zich gaan richten op de productie van lichtere kapitaalgoederen. Lichtere machines voor de voedingsmiddelen- en textielindustrie. Met als doel de onderneming weer gezond en toekomstbestendig te maken. Daarnaast sloot Sickinghe fabrieken en werden verlies draaiende onderdelen van het bedrijf gesaneerd.

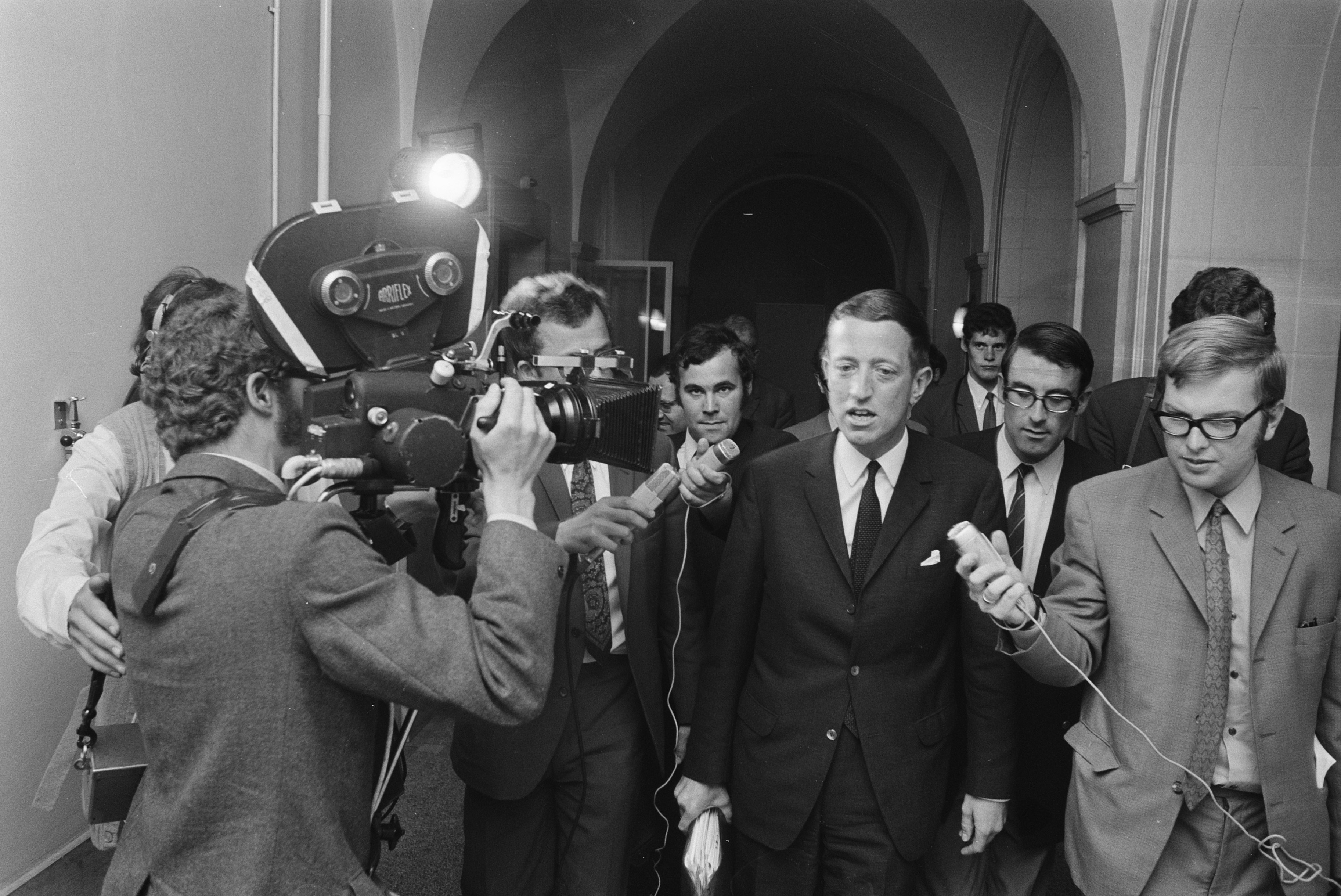
Sickinghe in het gebouw van Economische Zaken te Den Haag na een gesprek tussen hem, enkele regeringsvertegenwoordigers en enkele bestuurders van de metaalvakbonden over situatie rond Werkspoor, 1 juni 1970

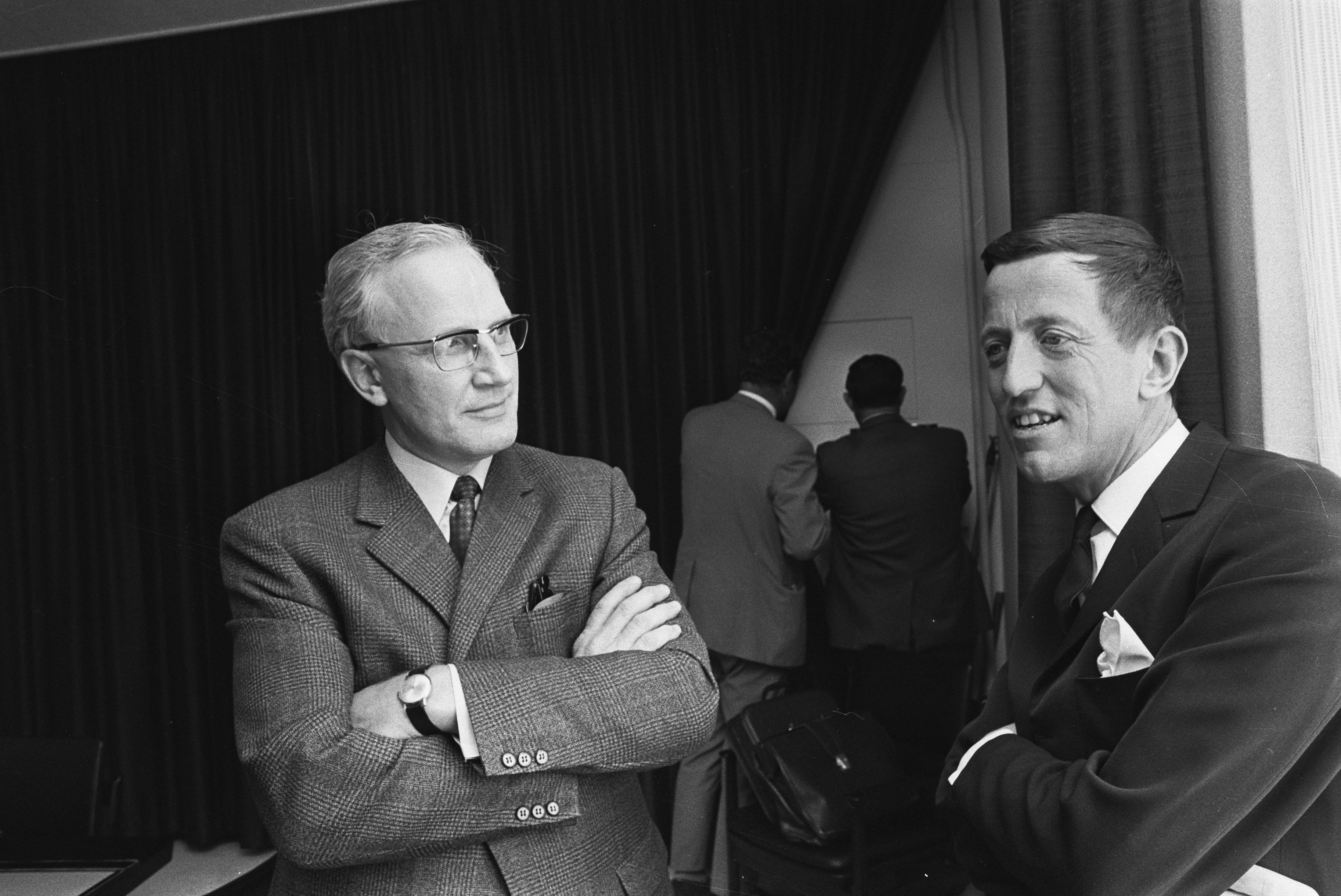
Sickinghe te Den Haag voorafgaand aan de vergadering tussen de VMF en de vakbonden van Amsterdam, Rotterdam en Den Haag over de situatie bij Werkspoor, 9 juni 1970

In 1973 kwam de ambassadeur van de Volkrepubliek China op bezoek bij een van de VMF-bedrijven. Bij zijn bezoek werd zo enthousiast gesproken over de provincie Friesland dat de ambassadeur de provincie stante-pede in eigen persoon wilde bezoeken. Deze reis werd tot de zomermaanden uitgesteld om voorbereidingen te treffen. Per boot reisde de ambassadeur uiteindelijk van Medemblik naar Hindeloopen. Per auto vervolgens richting Eernewoude alwaar de ambassadeur aan boord stapte van het Statenjacht. Aan boord was onder andere de commissaris van de Koningin Hedzer Rijpstra. De tocht eindigde in het zomerhuisje van Sickinghe. De ambassadeur was uiteindelijk zo onder de indruk dat hij spoedig terug zou komen.

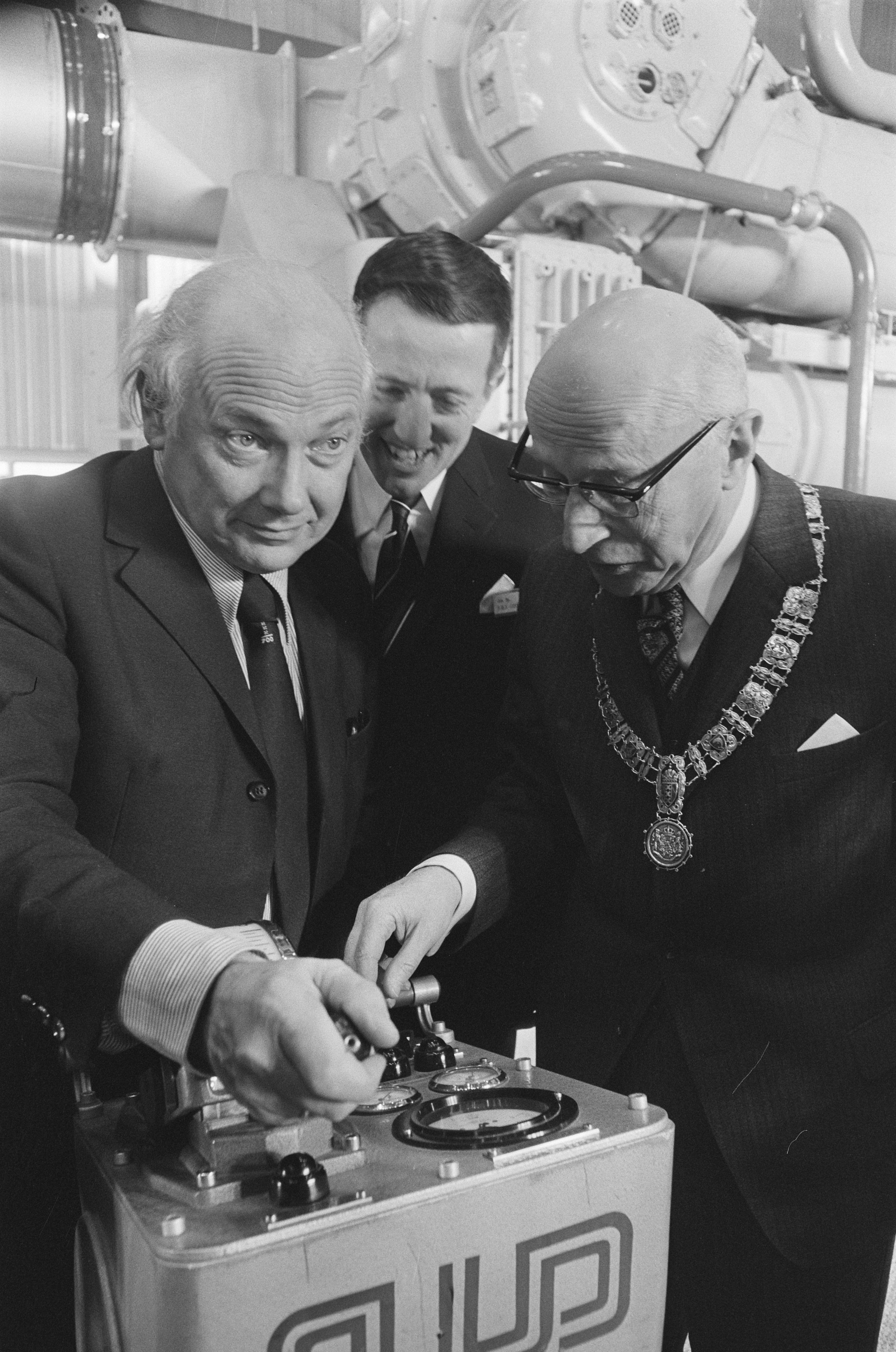
Sickinghe te midden van Joop den Uyl (links) en Ivo Samkalden (rechts) bij de ingebruikname van en montagehal van Stork Werkspoor Diesel te Amsterdam, 15 januari 1975

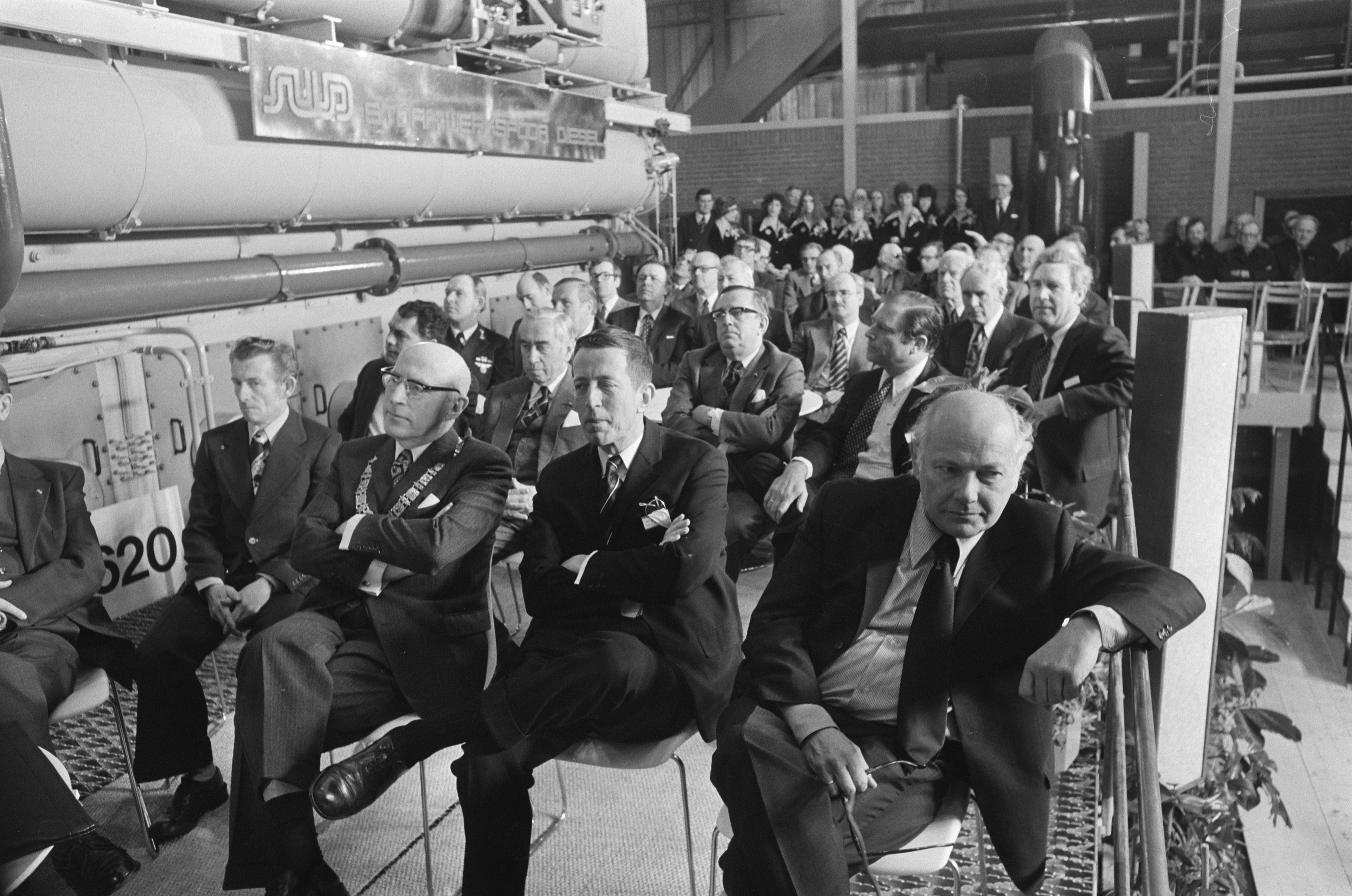
Sickinghe links van den Uyl

In zijn rol als voorzitter van raad van bestuur van de V.M.F. ging Sickinghe regelmatig de discussie aan over het toenmalig maatschappelijke systeem dat gebaseerd was op de vrije of particuliere ondernemingsgewijze productie. Dit leidde regelmatig tot aanvaringen tussen Sickinghe en de Industriebond FNV en haar vakbondsbestuurder Arie Groenevelt (1927-2017). Zo gingen Sickinghe en Groeneveld op 24 november 1974 met elkaar in debat op Nederland 1 bij de NOS rubriek Eén op zondag.

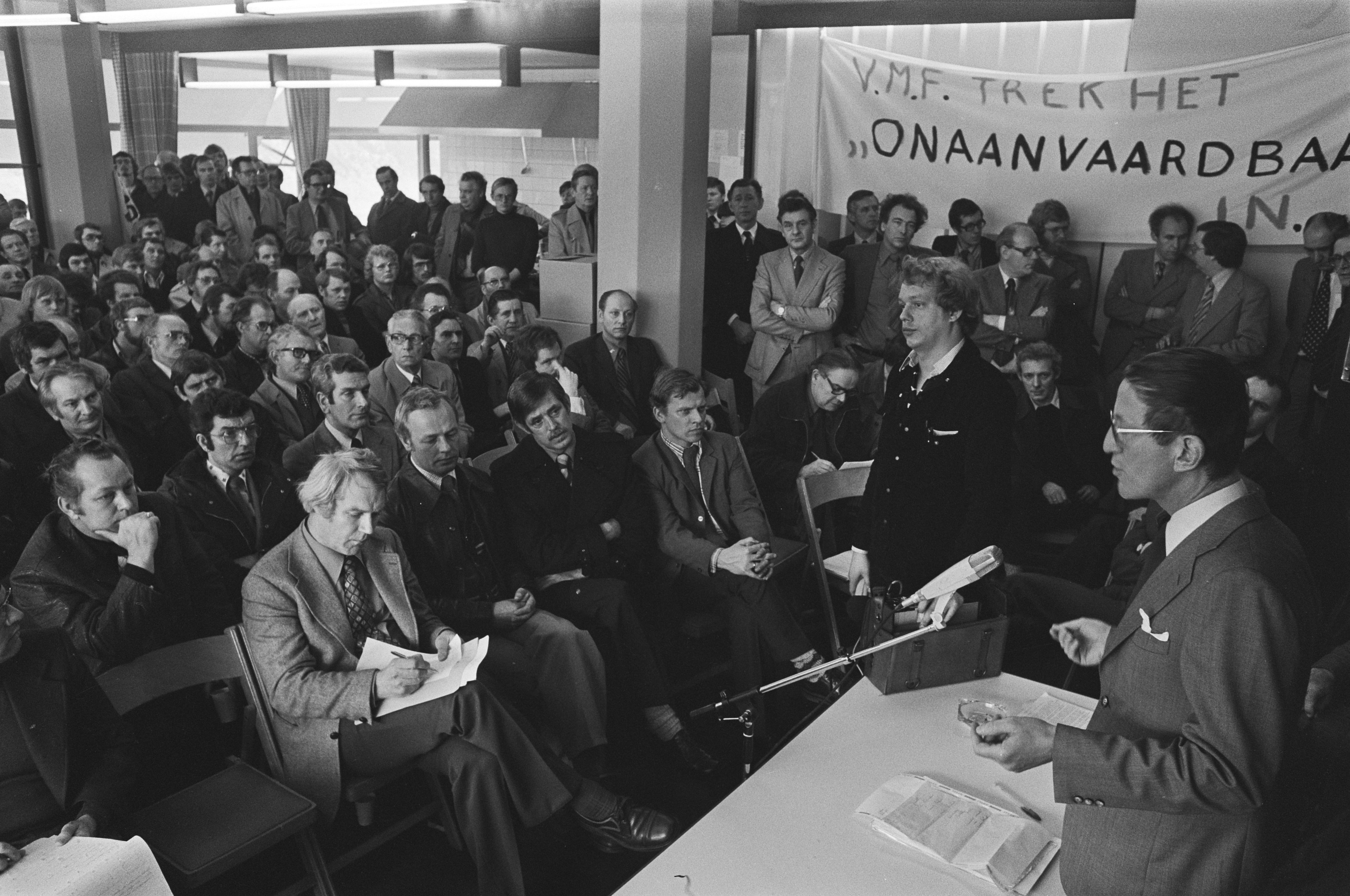
Werknemers van Stork worden toegesproken door directeur Feyo Sickinghe, 18 maart 1977

In zijn rol bij Stork zorgde de strenge regels rondom ontslagbescherming en bedrijfsinkrimping in 1976 echter voor een probleem; Stork kon haar fabrieken niet snel genoeg sluiten. Het zorgde voor veel discussie tussen Sickinghe en de toenmalig minister van economische zaken Ruud Lubbers (1939-2018). In datzelfde jaar schreef Sickinghe samen met nog 8 andere vooraanstaande ondernemers een brandbrief aan het toenmalige kabinet-Den Uyl. De brief verscheen in alle landelijke bladen en men sprak van een noodkreet aan de overheid. Door de te hoge sociale premies, rentestijgingen, potverteren en het plukken van industrie ging het volgens de ondertekenaars de verkeerde kant op met de Nederlandse economie.

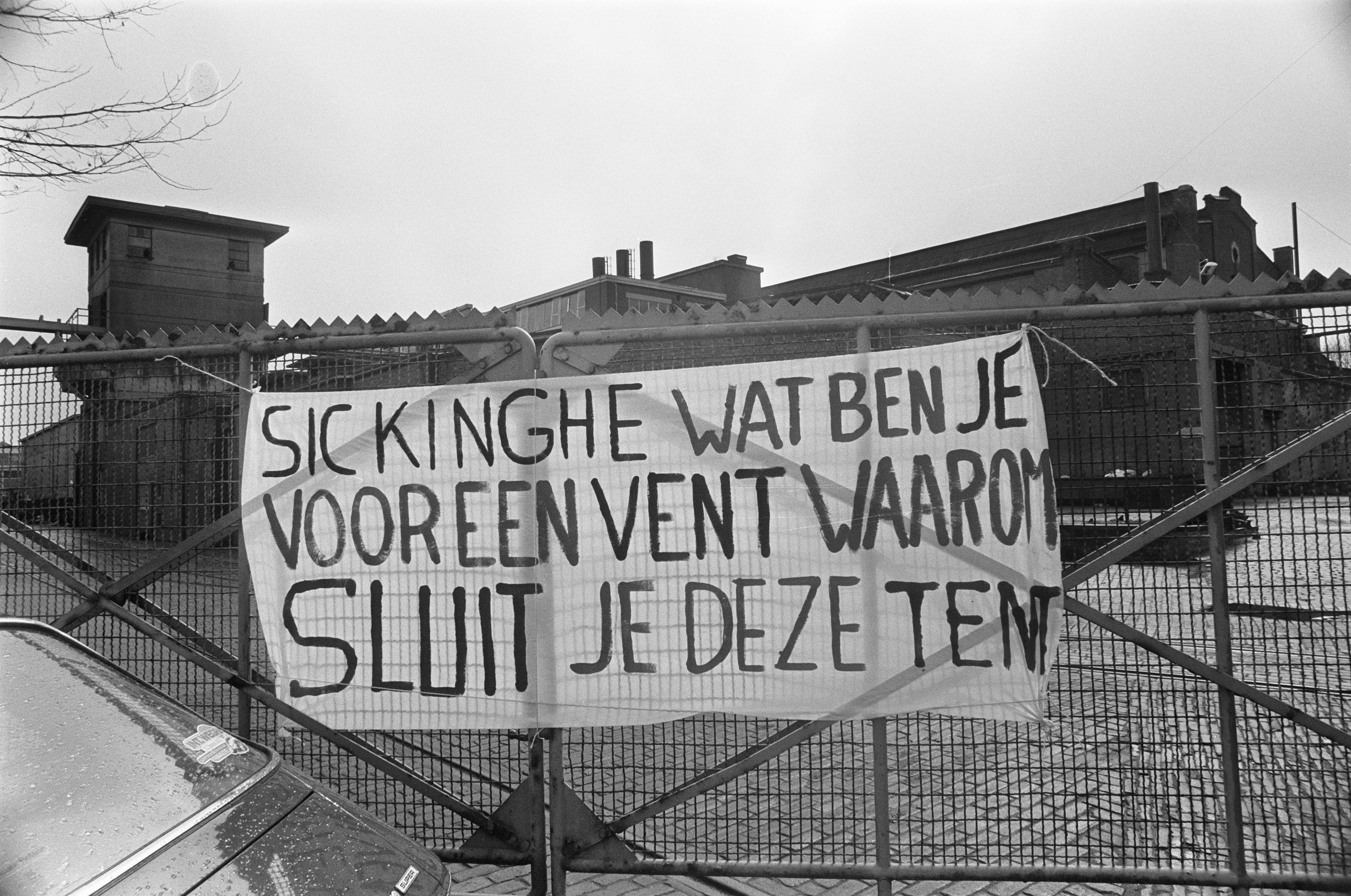
Sickinghe genoemd op een spandoek als protest tegen de sluiting van een fabriek van Werkspoor, 15 april 1977

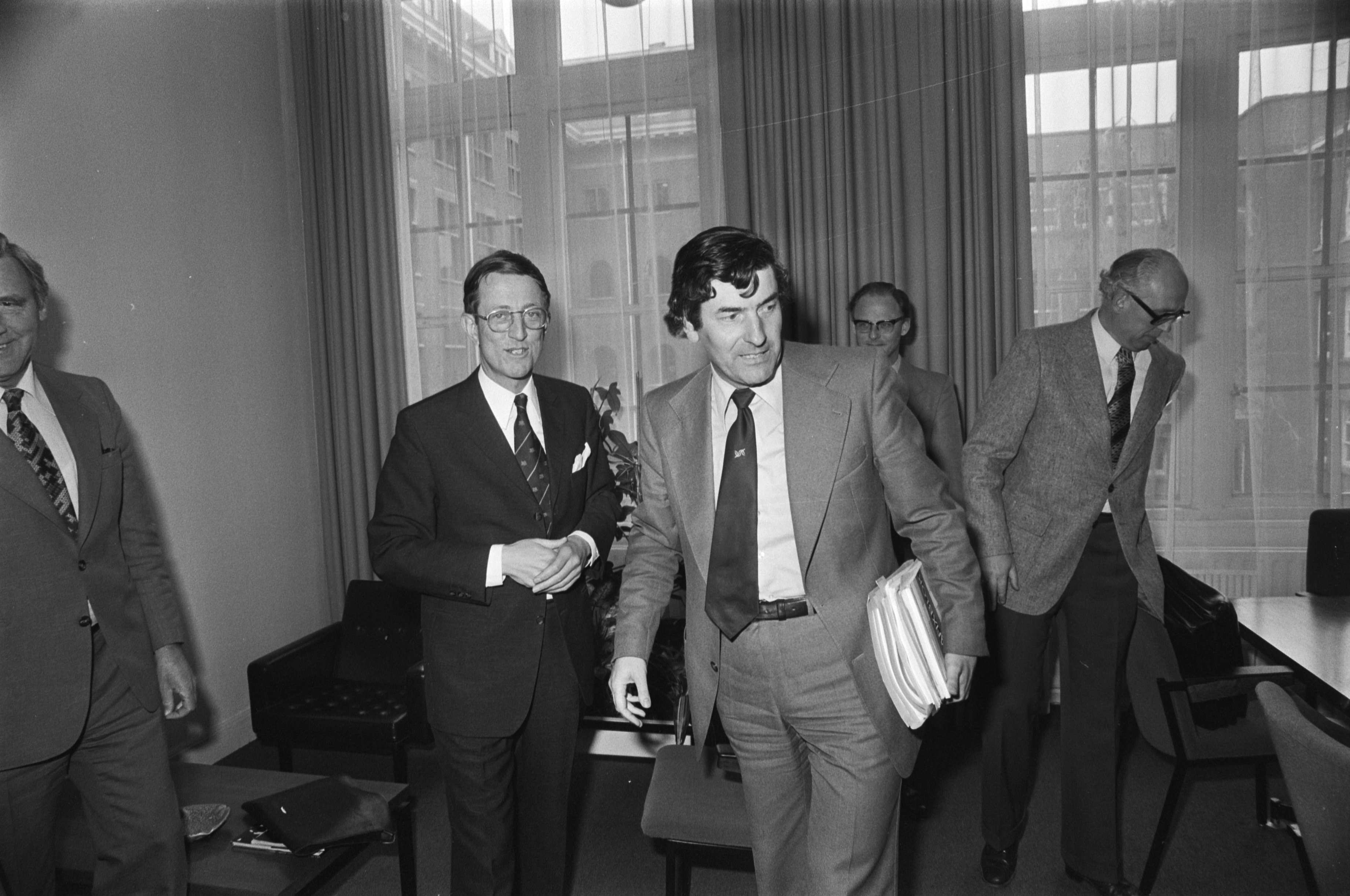
Minister Ruud Lubbers (Economische Zaken) spreekt met de Raad van Bestuur van VMF-Stork, links van hem jonkheer mr. F.O.J. Sickinghe, 26 april 1977

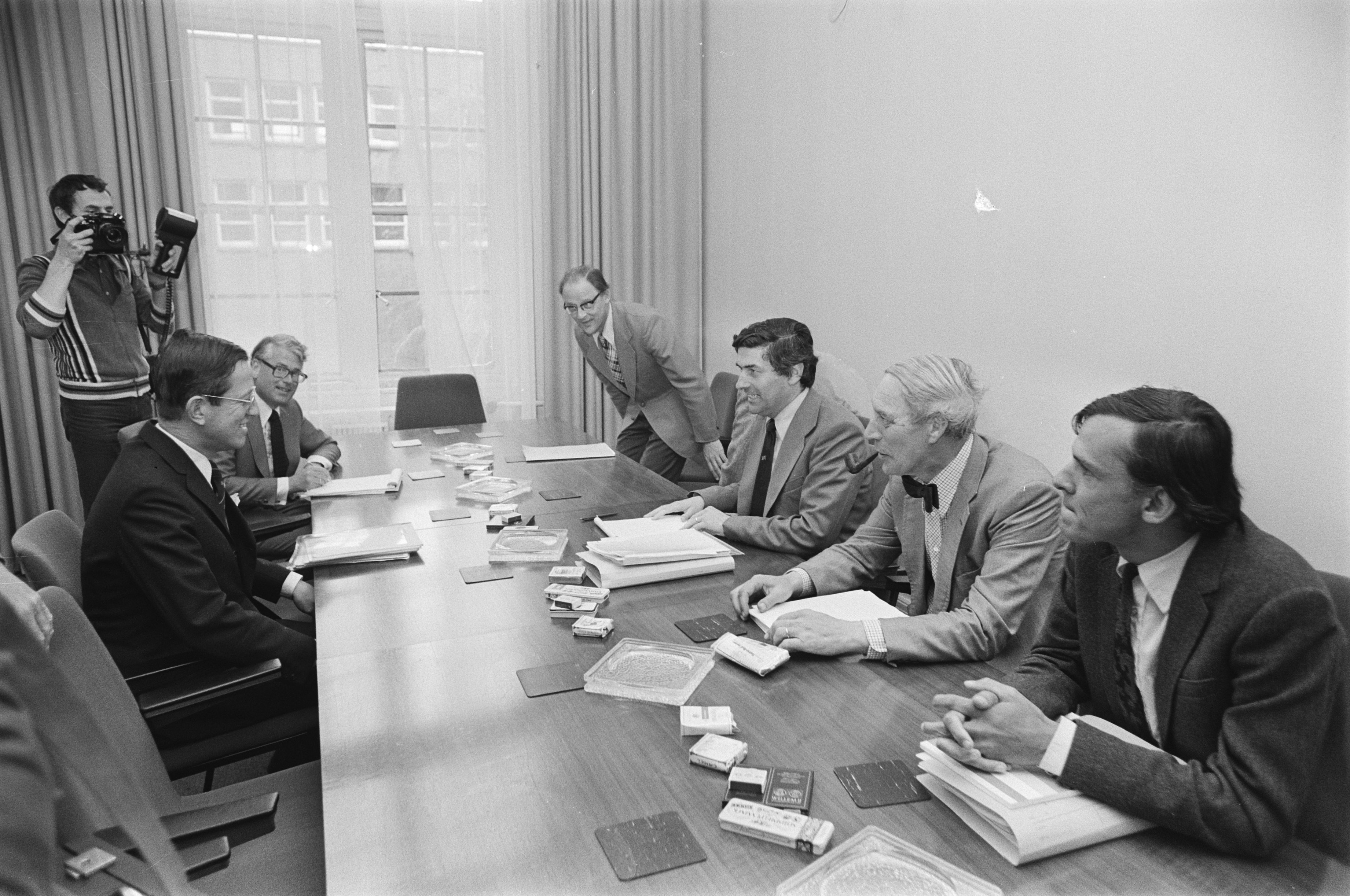
Sickinghe (links) tegenover Minister Ruud Lubbers, 26 april 1977

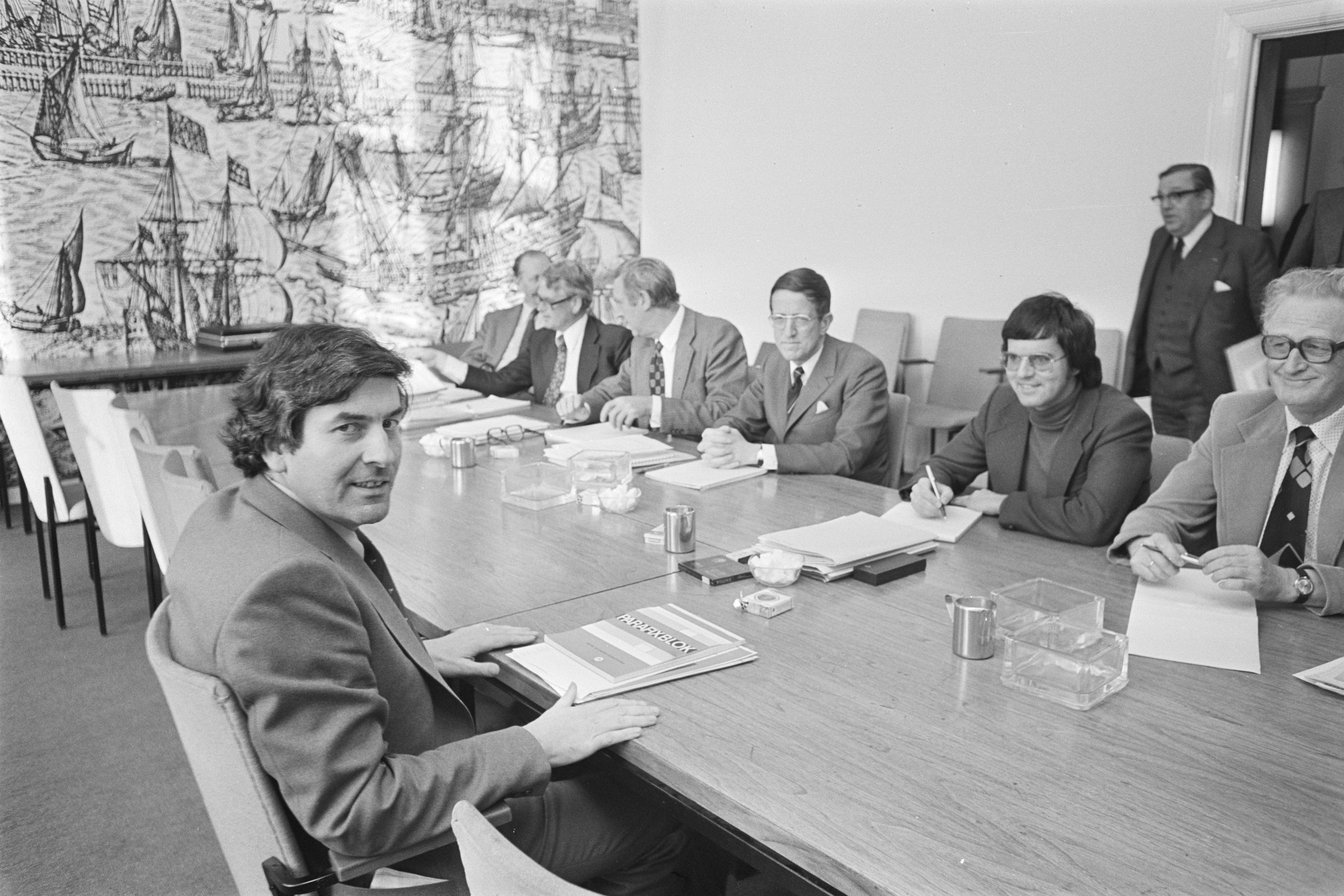
Minister Ruud Lubbers spreekt de raad van bestuur van de VMF, tegenover hem voorzitter van de R.v.B. Sickinghe, 6 mei 1977

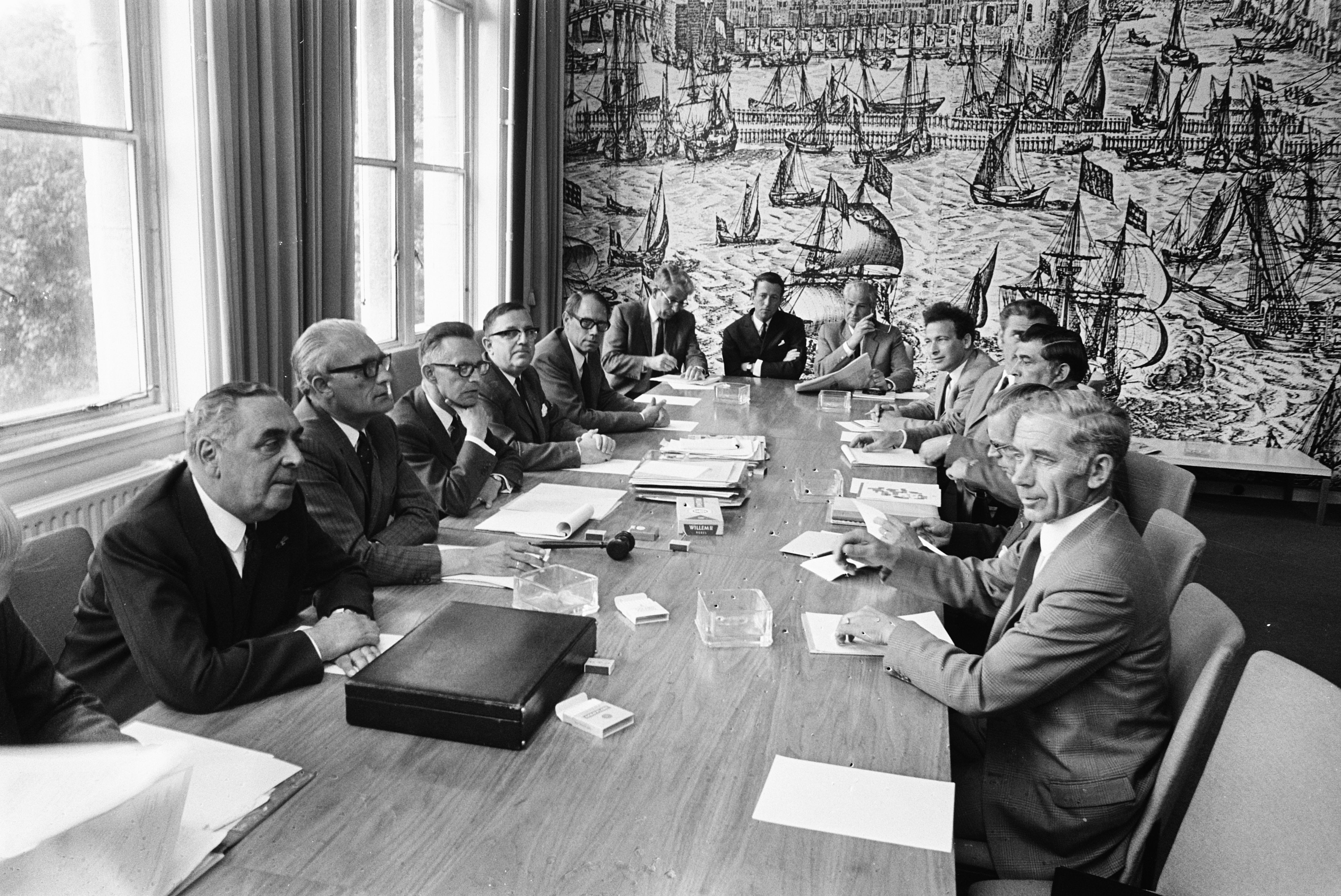
Gesprek tussen regeringsvertegenwoordigers, het bestuur van de VMF (Sickinghe, achterin, midden) en bestuurders van de metaalvakbonden over de situatie rond Werkspoor Utrecht

1977 was het absolute rampjaar voor Stork. Het bedrijf leed een verlies van 130 miljoen gulden op een omzet van 1,7 miljard. Sickinghe kon verlies draaiende onderdelen en fabrieken niet snel genoeg afstoten door beknellende regelgeving en dus drong hij aan op staatsteun. Zonder het sneller kunnen sluiten van onderdelen of financiële steun kon Stork binnenkort haar faillissement aan gaan vragen aldus Sickinghe. Na lang aanhouden kreeg Stork die steun uiteindelijk. 285 miljoen gulden aan overheidskredieten. In 1979 stapte de Nederlandse bestuurder Max de Jong uit de raad van bestuur. Reden zou een onenigheid tussen hem en Sickinghe zijn geweest. De Jong, die in 1971 al lid van de raad was geworden, vond dat slechte onderdelen afgezonderd en één voor één verkocht moesten worden. Sickinghe, genoemd als 'superieure netwerker', was het hier zeer tegen en wist de andere bestuurders en commissarissen aan zijn kant te krijgen. Volgens enkelen was een ruzie tussen Sickinghe en de Jong de aanleiding voor het opstappen van laatstgenoemde.
Door vast te blijven houden aan de nieuwe koers werd het bedrijf in 1981 voor het eerst in vele jaren weer winstgevend. Door het saneren van vele (verlieslijdende) onderdelen halveerde het bedrijf in aantal werknemers. Waar het aantal werknemers in 1969 nog 26.000 bedroeg, waren dat er in 1983 nog 12.000.  
Door de positieve jaarrekeningen van het concern werd in 1986 de lening van 285 miljoen gulden aan overheidskrediet tot op de laatste cent ,inclusief rente, terugbetaald. De VMF bleef gezond en in het jaar 1988, het jaar voordat Sickinghe aankondigde na achttien jaar als topman het bedrijf te zullen verlaten, maakte Stork 68,2 miljoen gulden winst. Bij de aankondiging van zijn vertrek zei Sickinghe in het maandblad 'Bestuurs Journaal, tijdschrift voor commissarissen en bestuurders': 'Ik ga weg in het voorjaar van 1989; wanneer ik 20 jaar voorzitter ben. In datzelfde voorjaar word ik 63; ik kan geen rechtvaardiging vinden om langer te blijven'. In het jaar 1989 behaalde Stork uiteindelijk een recordomzet van 2,8 miljard gulden.
Sickinghe zag zijn taak als voltooid en stelde zijn functie als voorzitter van de raad van bestuur beschikbaar. In het jaar 1990, een jaar na zijn vertrek, draaide Stork een recordjaar met 100 miljoen gulden winst en een orderportefeuille die 20 procent groter was dan het jaar ervoor. Sickinghe had van het meermaals ten dode opgeschreven bedrijf een Europese high-tech onderneming met een toonaangevende positie op het gebied van elektronica, fysica, kunststoffen en moderne lasertechnieken gemaakt.
Na zijn vertrek in 1989 werd hij commissaris bij het concern en dit bleef hij tot 1997.

## Als fusiedirecteur, crisismanager en voorzitter
Sickinghe was in de jaren 80 en 90 een veelgevraagd commissaris en crisismanager. Zo werd hij gevraagd als fusiemanager voor de noordelijke zuivel coöperaties in Nederland, als interim-directeur bij het pensioenfonds ABP en gaf hij leiding aan diverse reorganisaties; waaronder bij de de divisie Industrial electronics van het bedrijf Koninklijke Philips en bij het beleggingsconcern Noro waar het bestuur in conflict lag met de topman van het bedrijf J. Fentener van Vlissingen.

### Fusie noordelijke zuivelcoöperaties
In 1990 werd Sickinghe ingeschakeld en aangesteld als adviseur met bijzondere bevoegdheden en fusiedirecteur tussen de Coöperatieve Condensfabriek Friesland (CCF) en het gefuseerde Frico/Domo (Coöperatieve Melkproductenbedrijven Noord-Nederland). Het was aan Sickinghe om deze twee partijen na 30 jaar aan mislukte fusiepogingen en vijandigheid te laten fuseren. Sickinghe kreeg bij Frico-Domo (waar al 7 jaar sinds de eigen fusie in 1983 onderling onenigheid heerste) de directie, bestuur en de staf op een lijn. Binnen enkele maanden lag er een plan klaar voor de samenwerking tussen Frico/Domo en de CCF. Ondanks verschillende pogingen om het plan van Sickinghe en daarmee de samenwerking te frustreren lukte het hem om een doorbraak te realiseren. Op 15 oktober 1990 stemde 85 procent van de leden-veehouders voor de fusie. De dag erna stemden de ledenraad van Noord-Nederland en de deelgenotenvergadering van CCF voor. De fusie kwam er.
Beide partijen gingen vanaf dat moment samen verder onder de naam Friesland Dairy Foods (FDF). De nieuwe onderneming kreeg door de fusie een omzet van 4,3 miljard gulden, 7300 werknemers en 6000 leden-veehouders. Het bleek de voorloper van het latere Friesland-Campina.

### Stichting Voedselhulp aan Russen
Op 28 December 1990 volgde Sickinghe de journalist en politicus Han Lammers (1931-2000) op als voorzitter van de Stichting Voedselhulp aan Russen. Hij werd gekozen op basis van zijn praktische kennis en vele contacten in Rusland.
Na een initiatief van zijn zwager Ernst van Eeghen (1920-2007) ontstond de VARA televisieactie 'Help de Russen de winter door'. Hiermee werd in korte tijd ruim 24 miljoen gulden opgehaald. Sickinghe en zijn bestuur hadden het standpunt dat de stichting zelf zo veel mogelijk van de distributie van voedsel en medicatie moesten verzorgen. In januari 1991 kwam echter het bericht naar buiten dat de Sovjetautoriteiten zelf de voedselhulp wilde verspreiden via het het ministerie van volksgezondheid in Moskou. Dit zorgde voor vertraging van het uitleveren van de goederen en er ontstond nationale ophef over de kwestie. Sickinghe zei hierover: 'het is verstandig om eerst te denken en dan pas te doen. We hebben daar te maken met een logge machinerie, waar Nederlanders niet erg op ingesteld zijn.'
In datzelfde jaar trad het Sovjetleger op in Litouwen en kwam de vraag of de hulp nog wel door kon gaan. Volgens Sickinghe moest je, ook in moeilijke gevallen, ongeacht de leiding van een land kijken naar de nood en niet naar de plussen en minnen van de leiding.
Journalisten vroegen zich inmiddels af of het geld wel goed terecht zou komen en of de hulp überhaupt wel op gang kwam na de inzamelingsactie. Journalisten stelde vragen over de organisatie van het geheel en Dieuwertje Blok interviewde Sickinghe op nationale televisie over de kwestie. Secretaris van het Interkerkelijk vredesberaad Mient Jan Faber (1940-2022) opperde bovendien dat de voedselhulp in handen van KGB of de frontsoldaten in de Baltische staten terecht zou komen. Sickinghe noemde de uitspraken niet zorgvuldig en zei toe de zendingen zorgvuldig te begeleiden. Ook het ministerie van buitenlandse zaken zei niets af te weten van grootscheeps misbruik van voedselhulp voor de Sovjet-Unie.
Van de ruim 24 miljoen gulden die werd opgebracht werd 10 miljoen uitgetrokken voor voedselhulp en 10 miljoen voor medicijnen. De resterende 4 miljoen ging naar transport, organisatie en overnachtingen.
Op 28 maart 1991 vertrokken de eerste drie vrachtwagens met 5000 voedselpakketten. Het CDA-kamerlid Ton de Kok (1942) reisde mee met het konvooi. In totaal moesten 100.000 pakketten worden overgebracht. In juni 1991 leverde Sickinghe de eerste zending medicijnhulp die werd overgevlogen met een Fokker F27 van de Nederlandse Luchtmacht in Moskou af aan de Nederlandse Ambassadeur. Dit gebeurde ter gelegenheid van de officiële afsluiting van de voedselhulpactie. Ruim 100.000 pakketten à elf kilo waren in dat voorjaar afgeleverd aan de sociaal zwakkeren in de Sovjetunie. Veertien ton melkpoeder, 29.000 pakken koffie en twintig ton kindervoedsel zouden daarna nog volgen.
Na lokaal in de ziekenhuizen geweest te zijn vertelde Sickinghe bij terugkomst in Nederland over zijn ervaringen aldaar. Hij zei destijds: 'Mensen in Nederland en West-Europa kunnen niet geloven hòe moeilijk het daar is' en hij was dan ook blij dat de eerste zending was verstuurd. Het immense land zat destijds te springen om zaken als antibiotica en medicamenten tegen hartziekten, luchtwegaandoeningen en ingewandsstoornissen. Maar zelfs aan een simpel aspirientje was een gebrek. In de maanden daarna werden onder de leiding van Sickinghe door de stichting medicijnen gestuurd naar 140 ziekenhuizen in BSSR/Witrusland. Ondanks de Augustusstaatsgreep in Moskou ging de voedselhulp destijds gewoon door.
Op 8 januari 1992 liet Sickinghe namens de Stichting weten dat de Nederlandse hulp aan mensen in Rusland geen last heeft gehad van de plaatselijke maffia. De hulpgoederen kwamen op hun bestemming en werden niet, zoals met de Duitse spullen gebeurde, onderschept door misdadigers. Dit had de stichting te danken aan het organiseren van haar eigen distributie.
Met het versturen van 400 kubieke meter medicijnen in februari 1992 werd de actie 'Help Russen de winter door' afgesloten. Sinds september 1991 werd in totaal voor 12 miljoen gulden aan geneesmiddelen en voor 5 miljoen gulden aan voedselhulp naar Wit-Rusland, Rusland en de Baltische staten verstuurd. De 140 Russische ziekenhuizen konden er een half jaar tot 9 maanden mee vooruit. De kritiek dat het wel erg lang duurde wees Sickinghe van de hand: 'Het is een bewuste keuze geweest eerst grondig te onderzoeken waaraan precies behoefte is en de distributie te regelen. Ik ben er nu 100 procent zeker van, dat de goederen ook bij de mensen terechtkomen die ze het hardst nodig hebben. Als je te weinig tijd neemt voor de voorbereiding, loop je risico dat verstuurde levensmiddelen in het verkeerde circuit terechtkomen. Dat was wel het laatste dat we als organisatie konden gebruiken.'
De actie was geslaagd en de 24 miljoen gulden waren op. Sickinghe bleef in de jaren daarna altijd voorstander van een vervolgactie en drong aan op het blijven ondersteunen van de zwakkeren in de Russische samenleving.

### Koninklijke Nedlloyd
In 1991 stapte Sickinghe op als commissaris bij scheepvaartmaatschappij Nedlloyd door zijn onvrede over de manier waarop het concern omging met haar aandeelhouders en de Noorse grootaandeelhouder Torstein Hagen (1943); inmiddels bekend als eigenaar van Viking Cruises. In die periode heerste er landelijke onvrede over de macht van de commissarissen en directeuren onderling en daartegenover de minimale invloed van werknemers en aandeelhouders. Sickinghe wenste toetreding van Hagen tot de raad van commissarissen maar daar ging het bestuur voor liggen.
Sickinghe's aftreden zorgde voor een lange machtsstrijd tussen Hagen en het bestuur. Uiteindelijk werd Hagen een jaar later alsnog toegelaten tot de RvC. De hele affaire zorgde voor een landelijke discussie over de structuurwet en het vennootschapsrecht.

### Beleggingsconcern Noro
In 1991 organiseerde de belegger van NORO zich. Circa 600 miljonairs waren ontevreden over de wijze waarop Noro-topman John Fentener van Vlissingen (1939) de hem toevertrouwde kapitalen (circa 5 miljard) beheerde. De beloofde vermogensgroei bleef uit en toch verdiende John en enkele getrouwen nogal royaal aan het concern aldus de beleggers. De Stichting Belangen NORO-aandeelhouders overwoog de Noro-top onder leiding van Fentener van Vlissingen voor de rechter te dagen. Andere aandeelhouders zagen oud-VMF-president Sickinghe graag als president-commissaris bij Noro om het vertrouwen te herstellen. Na meerdere krantenartikelen met de vraag of Sickinghe dit project aan zou gaan werd Sickinghe per 1 juli 1991 adviseur van de NORO-beleggingsgroep. Sickinghe ging een commissie leiden die de hiërarchische structuur van het bedrijf moest gaan wijzigen.
Sickinghe wilde de Noro-zaak van kop tot staart uitzoeken en zei daarbij; Als Noro-topman John Fentener van Vlissingen opzettelijk en verwijtbaar beleid heeft gevoerd om zichzelf te bevoordelen boven de Noro-aandeelhouders, moet hij opstappen. Nu al moet de verstrengeling van belangen van hem en de aandeelhouders zo snel mogelijk ongedaan worden gemaakt.
Op 17 oktober 1991 stond in Trouw: 'Topman van Noro stapt op'. John Fentener van Vlissingen trok zich terug uit de directie van het door hem opgerichte exclusieve beleggingsconcern Noro. Aanleiding waren 'misbruik van voorwetenschap', 'belangenverstrengeling', en persoonlijke verrijking', waarvan boze aandeelhouders Van Vlissingen aanhoudend betichtten. Na deskundigheid van adviesbureau Horringa en de Koning, de Economische Controle Dienst en De Nederlandsche Bank kreeg Sickinghe ten slotte zijn zin met zijn visie dat het overleven van Noro en het publieke vertrouwen in beleggingsfondsen belangrijker was dan de naam en faam van Fentener van Vlissingen en doorzag daarnaast ook dat er geen andere mogelijkheid was om de belangenverstrengeling tussen Fentener en de andere aandeelhouders te ontwarren, dan Fentener af te laten treden.
Mede op grond van de adviezen van Sickinghe trok Noro zich bovendien teurg uit zijn zwaar verliesgevende onroerendgoedbelangen in Europa en uit de voor kleinere particuliere beleggers bestemde fondsen voor 'durfkapitaal'.
In 1992 werd Sickinghe ten slotte benoemd tot voorzitter van de raad van commissarissen van Noro.

### Stichting Pensioenfonds ABP
In 1993 werd Sickinghe als interim-directeur aangesteld bij het ABP (Algemeen Burgerlijk Pensioenfonds). Bij het pensioenfonds lagen plannen om het bedrijf te privatiseren en in 1996 moest het volledig zelfstandig zijn. Het werd in de jaren ervoor echter verscheurd door ruzies en directeuren die te veel macht naar zich toe trokken. Sickinghe werd als ervaren reorganisatie-manager gevraagd en kreeg als opdracht te bedenken hoe het ABP en haar top er in de toekomst uit zou moeten zien. Het organisatieadviesbureau McKinsey bracht een advies uit. Het stelde opsplitsing van het ABP voor in een divisie pensioenen en een divisie beleggingen met aparte directies. Sickinghe ging hier ten dele in mee en ontwikkelde een nieuwe structuur voor de  top van het ABP. Hij zorgde ervoor dat de hoofddirectie werd afgeschaft. Als gevolg hiervan nam de president directeur na acht jaar afscheid. Ook de hoofddirecteur stapte op. Sickinghe concludeerde dat er een nieuw in te stellen driehoofdige directieraad moest komen. Dit in tegenstelling tot McKinsey's advies tot twee directeuren.
Na het herstructureren van de top kreeg Sickinghe het enkele tijd later aan de stok met het ABP-bestuur.
Sickinghe gaf tijdens een besloten bijeenkomst van Tweede Kamerleden op verzoek van D66 kamerlid Olga Scheltema-de Nie (1939-2023) te kennen dat: 'Het ABP onvoldoende toegerust is om straks als geprivatiseerde onderneming de concurrentiestrijd aan te kunnen met grote financiële instellingen als ING, Aegon en dergelijke. Daarvoor is het topmanagement te verambtelijkt. Er moeten sterke managers uit het bedrijfsleven komen, mensen met een salaris dat twee keer zoveel is als dat van de huidige ABP-topmensen.'
Het bedrijf moest volgens hem managers van buiten af aantrekken. Het zou de expertise in het beheren van de 170 miljard pensioengulden ten goede komen als het werkgevers uit de marktsector binnen het bestuur zou toelaten maar het ABP voelde daar destijds niet veel voor. Sickinghe noemde daarnaast de samenstelling van het ABP-bestuur problematisch. Deze bestond voor de helft uit werkgevers en voor de helft uit werknemers, maar de werkgeversrol wordt gespeeld door ambtenaren van ministeries zei hij destijds.
Sickinghe legde onverwachts zijn adviesopdracht neer, nadat hem was gebleken dat het ABP-bestuur een deel van zijn voorstellen niet wilde overnemen.
Volgens het bestuur nam; 'de oud-Stork topman het plan om van het pensioenfonds een serieus bedrijf te maken wat al te serieus.' Sickinghe staakte zijn werkzaamheden en werd opgevolgd door de oud burgemeester van Groningen Jos Staatsen (1943-2006). Zijn toenmalige woorden waren: 'Sickinghe heeft het hoofdgebouw neergezet en ik maak het af'. In 1996 werd het ABP uiteindelijk alsnog geheel zelfstandig.

## Politieke opvattingen

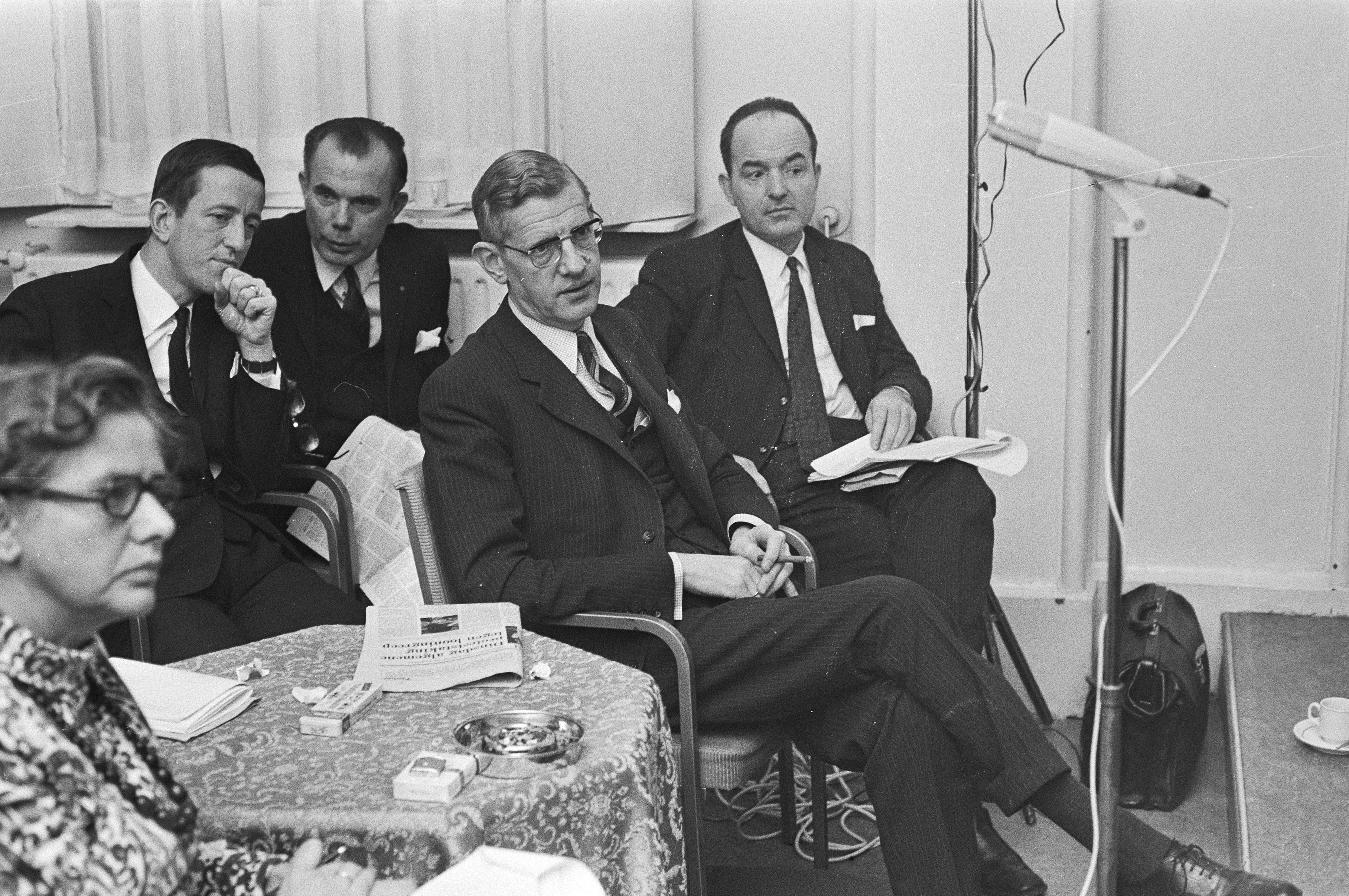
Sickinghe (bovenste rij, links) op een CHU-vergadering over een gemeenschappelijk urgentieprogramma met de ARP en KVP te Utrecht. Minister Bé Udink als tweede van rechts.

Sickinghe voorzag in zijn rol als president-directeur van Stork en zijn rol als een van de invloedrijkste Nederlanders van die tijd de politiek regelmatig van (ongevraagd) advies. Hij mengde zich herhaaldelijk via de kranten en televisie in het publieke debat.
Met name de positie van de industrie in Nederland en de rol van de overheid in deze sector waren aan de kritiek van Sickinghe onderhevig. Maar ook in zijn functie als voorzitter van de Stichting Steun Gooisch Natuur Reservaat liet Sickinghe regelmatig van zich horen. In veel van zijn ideeën bleek Sickinghe uiteindelijk een vooruitziende blik te hebben. Politiek betrokken was hij als gemeenteraadslid voor de gemeente Driebergen-Rijsenburg. Daarnaast zat Sickinghe in de Unieraad van de CHU en was hij lid van de commisie-Zijlstra waar hij meewerkte aan een CDA-rapport over het economisch beleid van de daaropvolgende jaren. Hij werd in zijn leven uiteindelijk meerdere malen als minister getipt, maar wees dit idee zelf van de hand.

### Over de positie van de industrie in Nederland
Sickinghe was in de jaren zeventig het middelpunt van de turbulente pogingen de Nederlandse industrie uit het slop te halen.  
Zo schreef hij in 1970 met J. Klevering, M.C. Kieft en André Batenbrug in Vier ondernemers wijzen onder de titel 'weg naar versterking economische potentie' over het de slechte samenspel tussen de overheid en het bedrijfsleven. Gesteld dat hij minister zou zijn was zijn antwoord; 'Dan zou ik voorlopig de helft van mijn tijd besteden om in discussiegroepen toe te lichten wat voor welvaart en welzijn levensvoorwaarden zijn, daaronder ook een sterk bedrijfsleven. Daarvoor zou ik de boer op gaan. Ik zou me inspannen om in dit land een klimaat tot stand te brengen, waarin iedereen zou zeggen, ook de vakbonden, ook de politieke partijen en daardoor ook de overheid, dat er natúúrlijk een goed samenspel met de industrie moet komen, dat de industrie gelijke kansen moet hebben in verhouding met de concurrenten in de ons omringende landen en dus ook dat er middelen moeten worden gereserveerd voor de financiering van researchopdrachten en innovaties. Dan alleen is het mogelijk om die vaak gesmade koek, maar waarvan iedereen steeds meer wil hebben, groter te maken'.
In 1976 schreef Sickinghe samen met 8 andere vooraanstaande ondernemers een brandbrief aan het toenmalige Kabinet-Den Uyl. De brief verscheen in alle landelijke bladen en men sprak van een noodkreet aan de overheid. Door de te hoge sociale premies, rentestijgingen, potverteren en het plukken van industrie ging het volgens de ondertekenaars de verkeerde kant op met de Nederlandse economie. 'Het desastreuze economische beleid van het kabinet maakte het leven van de ondernemers schier onmogelijk.'

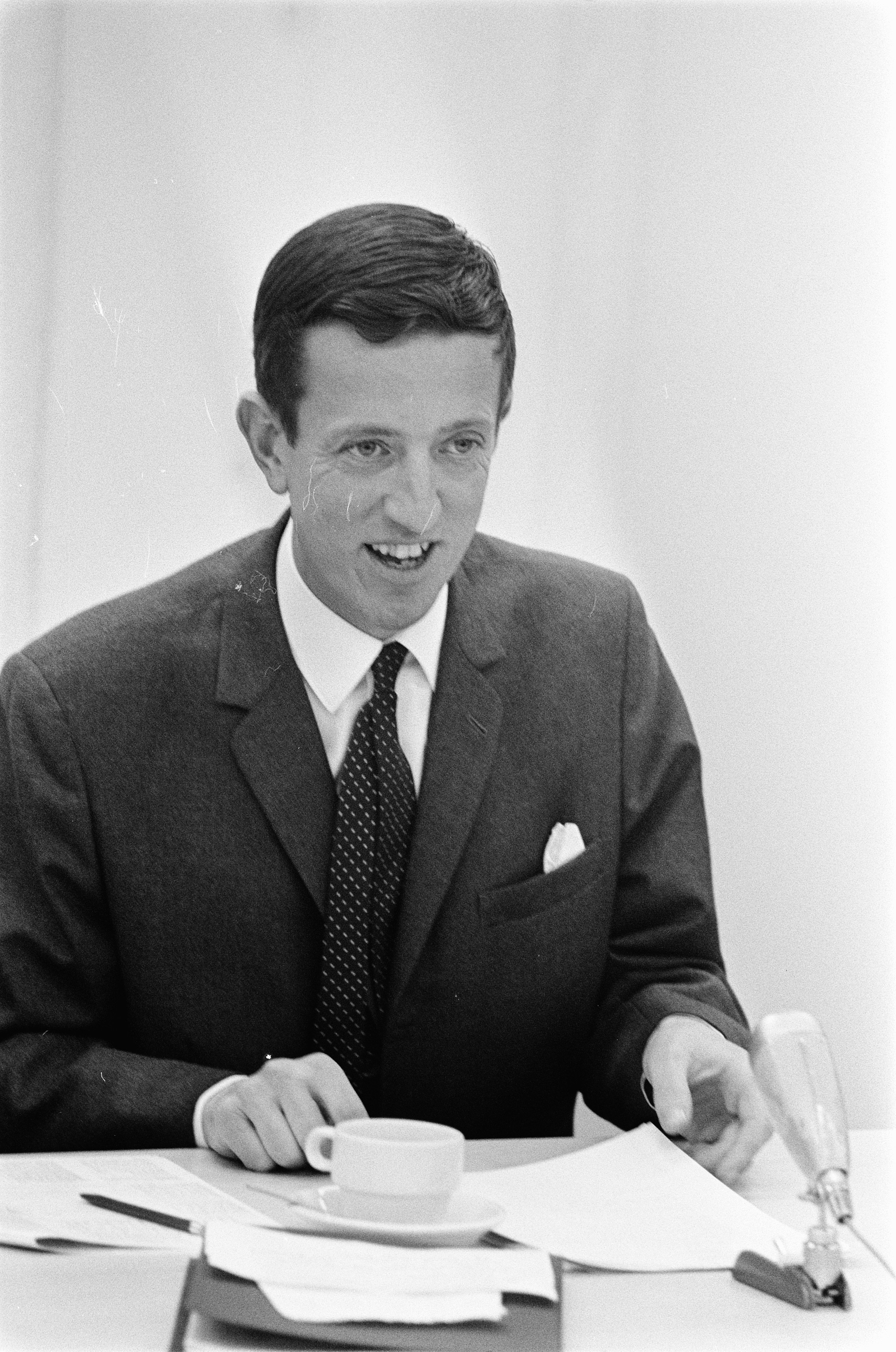

Toen Sickinghe enkele jaren laten bij de overheid namens Stork om steun vroeg was de verontwaardiging dan ook groot. Sickinghe zat daar niet mee en zei daarover achteraf; 'We hadden geen keus, omdat de overheid bedrijven in een knellende greep hield. En dan moet je ze ook te eten geven'. De ondernemer bleef altijd achter de inhoud van de brief staan.
In 1976 was op een gegeven moment zelfs sprake van een kabinet-Sickinghe. De Telegraaf kopte: De staatsgreep van drs. Hans Gruijters en jhr. mr. Feyo Sickinghe' met bijgevoegd een foto van alle leden van dat nieuwe kabinet.
Achteraf werd duidelijk dat bij wijze van ironie, van een donderdag op vrijdag nacht tijdens een diner van de Club van Acht in het befaamde restaurant Dorrius het kabinet-Sickinghe werd opgesteld. De club van acht (uitgebreid naar 13) bestond uit jhr. mr. Feyo Sickinghe; president-directeur van de Verenigde Machine Fabrieken Stork/Werkspoor, prof. dr. Frits Böttcher; lid van de Club van Rome, mr. Theo van Rijn; directeur-generaal van de Energie van het ministerie van Economische Zaken, de chirurg prof. dr. Pierre Vinke, drs. Hans Gruijters; minister van Volkshuisvesting, ir. Allard Stikker; president-directeur van Rijn-Schelde/Verolme, Karel Zwart; directeur van de Shell, dr. Simon Levy; directeur van het Rijksmuseum, ing. Jan Klevering; directeur Enraf/Nonius, Martin Veltman; directeur van het reclamebureau Fransen, ir. Leo Kretzers; lid van de raad van bestuur van de Staatsmijnen, verslaggever Peter van der Tuin, drs. Herman Tol; directeur van Delta-Loyd en jurist prof. mr. S. Slagter. Op de achterkant van de menukaart schreven zij hun nieuwe plannen voor Nederland en belde een journalist die meteen met een fotocamera ter plaatste kwam. De volgende dag stond het 'nieuwe kabinet' paginagroot in De Telegraaf.    
In 1977 hield Sickinghe een lezing voor een groot gehoor van leden van het departement Leeuwarden en omstreken van de Nederlandse Maatschappij van Nijverheid en Handel over zijn zorg omtrent het toenemende radicalisme in Nederland, met name waar het ging om de kritiek op de ondernemingsgewijze productie. Hij noemde het destijds een "politieke strijd die hier over de hoofden van de ondernemers en de werknemers heen gestreden wordt".
Sickinghe had een vooruitziende blik. Zo kopte De Volkskrant na zijn overlijden in 2006: 'Feijo Sickinghe; Kampioen-afslanker kreeg van de tijd gelijk'. Een van de lessen van Sickinghe in de jaren zeventig was dat 'Alles mogelijk is zolang het de internationale concurrentiekracht niet aantast'. Vele jaren later, toen hij ook al lang het respect had verdiend van zijn tegenstanders van weleer, zag hij met voldoening dat de tijd hem in het gelijk had gesteld.
Ondanks alles was hij geen aanhanger van de uit de VS overgewaaide theorie dat de onderneming vooral waarde moet scheppen voor de aandeelhouder. Zo zei hij; 'Aandeelhouders... ik draag ze op handen, hoor, maar het zijn en blijven gewoon beleggers.'

### Over het Groene Hart en het woningtekort

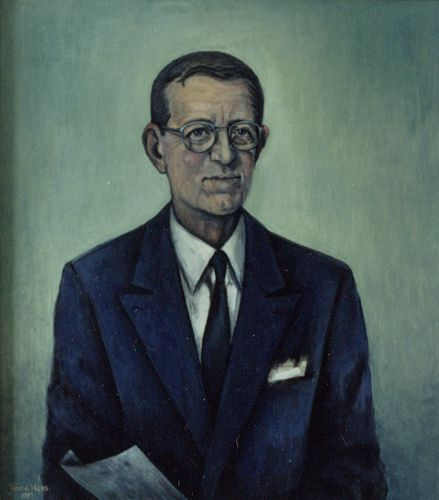
Portret van Feyo Onno Joost Sickinghe, 1989

In een interview van Het Parool in 1995 liet Sickinghe, toen voorzitter van Stichting Steun Gooisch Natuurreservaat, zich uit over het zijn visie op het Groene Hart en haar toekomst. Volgens Sickinghe zou er in 2050 geen sprake meer zijn van het huidige Groene Hart in de Randstad. 'Het gebied tussen Rotterdam, Utrecht en Amsterdam zal langzamerhand vol raken, zodat we veel meer opschuiven in de richting van een stad als Hong Kong' aldus Sickinghe destijds.
Nederland had volgens hem een fantastische strategische ligging. Met de Rotterdamse haven en Schiphol een gateway to Europe.
'In het huidige Europa mag een Fransman, een Duitser of een Portugees hier komen wonen en hij mag hier ook komen werken. Voor die mensen zul je wel woningen moeten bouwen en werkgelegenheid moeten creëren.' en 'De consequentie van het gateway-denken is dat de Randstad met bebouwing zal dichtslibben.'
Zijn oplossing was om weliswaar bepaalde natuurgebieden heilig te verklaren maar niet voordat er eerst onder deze gebieden tunnels voor openbaar vervoer en wegverkeer waren gelegd. Dit ter voorkoming van een tweede Noord-Zuidlijn project met alle daarbij behorende complicaties. Ook het soort woningbouw moest volgens Sickinghe veranderen. Zo moest er naast de huisje, boompje, beestje-achtige laagbouw ook meer aan hoogbouw gedacht worden. In zijn rol als beschermer van het Gooisch Natuurreservaat was Sickinghe voor het afblijven van de 2000 hectare natuur maar hoefde dat niet te betekenen dat geen grassprietje mocht worden omgebogen voor de tijdelijke aanleg van tunnels. 'Maar je moet het wel met verstand doen' zei hij.

### Over Fokker en de Nederlandse Spoorwegen

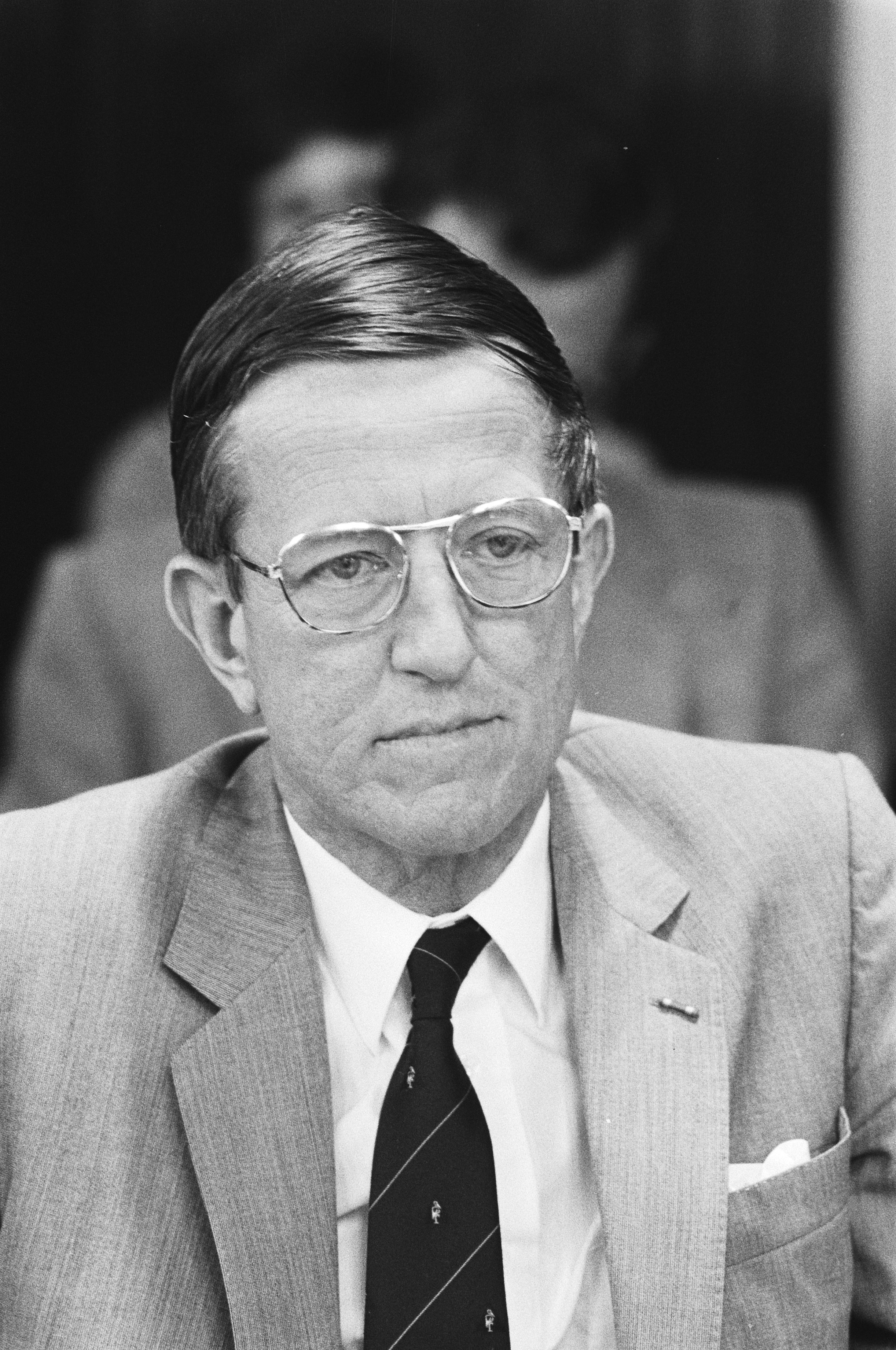
Feyo Sickinghe in 1983

Sickinghe was groot voorvechter voor het blijven van het vliegtuigbouwbedrijf Fokker en spande zich in zijn diverse functies meermaals in voor het aanblijven van het concern. Hij vond het dan ook een groot verlies voor de Nederlandse technologie-basis als Fokker verloren zou gaan. Als de overheid niet zou bijspringen dan zou zo zei hij; 'de hele tak van industrie voor Nederland verloren gaan.'
Over de geforceerde privatisering van de Nederlandse Spoorwegen was Sickinghe niet te spreken. Zo vond hij dat je een openbaar nutsbedrijf niet zonder meer gelijk kon stellen aan een particuliere onderneming. 'Of moeten mensen die wonen bij onrendabele haltes zonder meer de auto in?' zei hij daarover. De verzelfstandiging kwam ook de werkgelegenheid niet ten goede volgens Sickinghe. Want als overheid betaal je natuurlijk wel de mensen die bij zo'n privatiseringsproces de deur worden uitgezet. Zij vallen allemaal terug op de sociale voorzieningen, terwijl je ze op heel redelijke manier aan de slag had kunnen houden. 'Als overheid moet je de werkgelegenheid overeind houden die je zelf regelrecht kunt beïnvloeden' aldus Sickinghe.

## Commissariaten en voorzitterschappen
Na zijn vertrek als directeur bij Stork vervulde Sickinghe een groot aantal commissariaten en voorzitterschappen waaronder:

### Als voorzitter van de raad van commissarissen
- Commissaris (voorzitter) Hagemeyer N.V.
- Commissaris (voorzitter) Multihouse N.V.
- Commissaris (voorzitter) Parenco B.V.
- Commissaris (voorzitter) European Assets Trust N.V.
- Commissaris (voorzitter) Pechiney Nederland N.V., Vlissingen
- Commissaris (voorzitter) Noro Management Advisory Services, Zeist

### Als commissaris
- Commissaris Stork N.V. (1989-1997)
- Commissaris De Nederlandsche Bank (secretaris)
- Commissaris Amsterdam-Rotterdam Bank
- Commissaris Bank Oyens en & van Eeghen
- Commissaris Koninklijke Nedlloyd Groep N.V.
- Commissaris Nederlandse Participatie Maatschappij (NPM)
- Commissaris FMO (Nederlandsche Financierings-maatschappij voor Ontwikkelingslanden)
- Commissaris NIB Strating Financial Markets N.V. Amsterdam
- Commissaris RAI Amsterdam
- Commissaris Kahn (Jumbo) Scheepvaart B.V.
- Commissaris NV SDU v/h Staatsdrukkerij uitgeverij
- Commissaris Diligentia
- Commissaris NCR Nederland N.V.
- Commissaris Pechiney international S.A., Parijs
- Commissaris Bernard Beheer- en Exploitatie Mij N.V.

### Als voorzitter
- Voorzitter Vereniging Effecten Uitgevende Ondernemingen (VEUO)
- Voorzitter Franse Kamer van Koophandel en Industrie in Nederland
- Voorzitter van de Raad van Advies van Friesland Frico Domo
- Voorzitter Departement Amsterdam van de Nederlandsche Maatschappij voor Nijverheid en Handel
- Voorzitter Nederlandse Afdeling Association for the Monetary Union of Europe
- Voorzitter Industrieele Groote Club Amsterdam
- Voorzitter van de Raad van Toezicht van het academisch ziekenhuis (AMC) bij de Universiteit van Amsterdam[26]
- Voorzitter Stichting Voedselhulp (incl. medicijnenhulp) aan Russen
- Voorzitter Utrechts Universiteitsfonds
- Voorzitter Stichting Amsterdam Promotion, reikte in 1993 de Amsterdam Promotion prijs uit aan Freddy Heineken (1923-2002)
- Voorzitter Holland Partnerland, Hannover
- Voorzitter Stichting Chernobyl
- Voorzitter Stichting Grote Kerk Naarden
- Voorzitter Stichting Steun Gooisch Natuur Reservaat
- Vice-voorzitter Gouverneur Europese Culturele Stichting

### Als bestuurslid
- Lid van de Internationale adviesraad R.J. Reynolds Industries Inc. (USA)
- Lid van de Raad van Advies AMRO Bank N.V.
- Bestuurslid Verbond van Nederlandse Ondernemingen (VNO)
- Bestuurslid Nederlands Christelijk Werkgeversverbond (NCW)
- Bestuurslid Internationale Kamer van Koophandel (1972-1998)
- Bestuurslid Centrale Beleggingsraad[27]
- Bestuurslid Industriële Raad voor de Kernenergie
- Bestuurslid Stichting Maatschappij en Onderneming
- Bestuurslid Stichting Uitvoeringsorgaan Financiële Acties (SUFA) ten dienste van instellingen voor maatschappelijk cultureel werk (ALN)
- Bestuurslid Beheer Stichting Administratiekantoor Fokker
- Bestuurslid Stichting Ondersteuning van de Nederlandse Bachvereniging
- Bestuurslid Stichting Continuïteit Nutricia
- Bestuurslid Stichting Preferente Aandelen KNP BT
- Bestuurslid Stichting Preferente Aandelen Sphinx
- Bestuurslid Stichting Het Coevorder kasteel-project

## Onderscheidingen
Sickinghe kreeg voor zijn verdiensten meerdere onderscheidingen, waaronder:
- Ridder in de Orde van de Nederlandse Leeuw (1976)
- Commandeur in de Orde van Oranje-Nassau (1989)
- Bernard de Mandeville-prijs, Erasmus Universiteit Rotterdam (1990)
- Zilveren penning De Nederlandsche Bank (1995)
- Zilveren Medaille van de stad Amsterdam (1997)
- Sta-penning Universiteit van Amsterdam (1997)
- Erelid Koninklijk Instituut van Ingenieurs (1997)

### Buitenlandse onderscheidingen
- Frankrijk: Officier in de Nationale orde van het Legioen van Eer (ordre national de la Légion d'honneur) (1994)

## Galerij

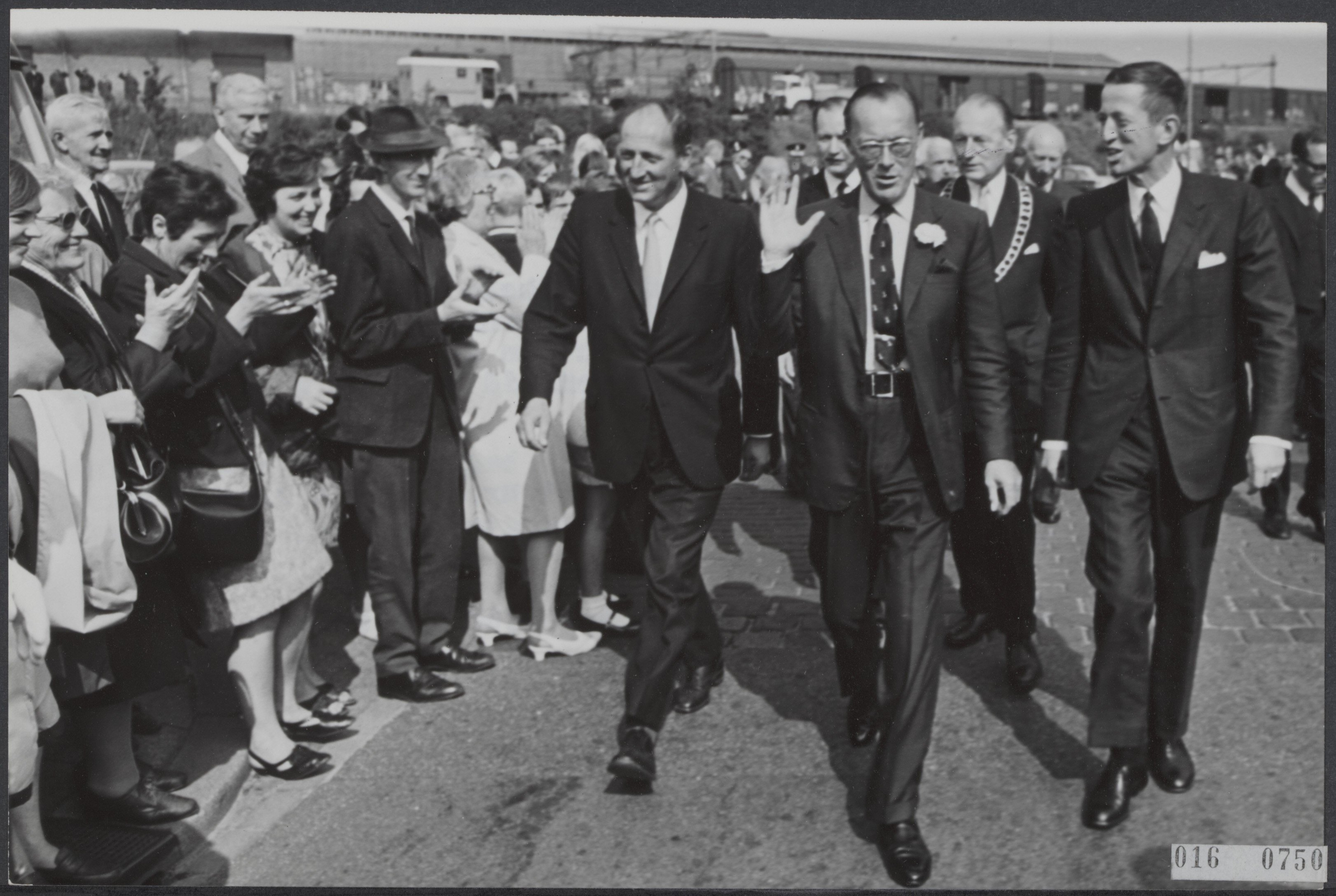
Prins Bernhard bezoekt de machinefabriek Stork in Hengelo. Dit t.g.v. het eeuwfeest van Stork N.V.. Hij is in gezelschap van de directeuren dr. G.A. Moens (links) en jhr. mr. F.O.J. Sickinghe, 5 september 1968
Foto van F.O.J. Sickinghe bij de Persconferentie van Raad van Bestuur van VMF Stork-Werkspoor over de berichten over personeelsinkrimping Amsterdam, 11 november 1969
Sickinghe bij de persconferentie van de Raad van Bestuur van VMF/Stork-Werkspoor over de berichten van personeelsinkrimping te Amsterdam, 1969
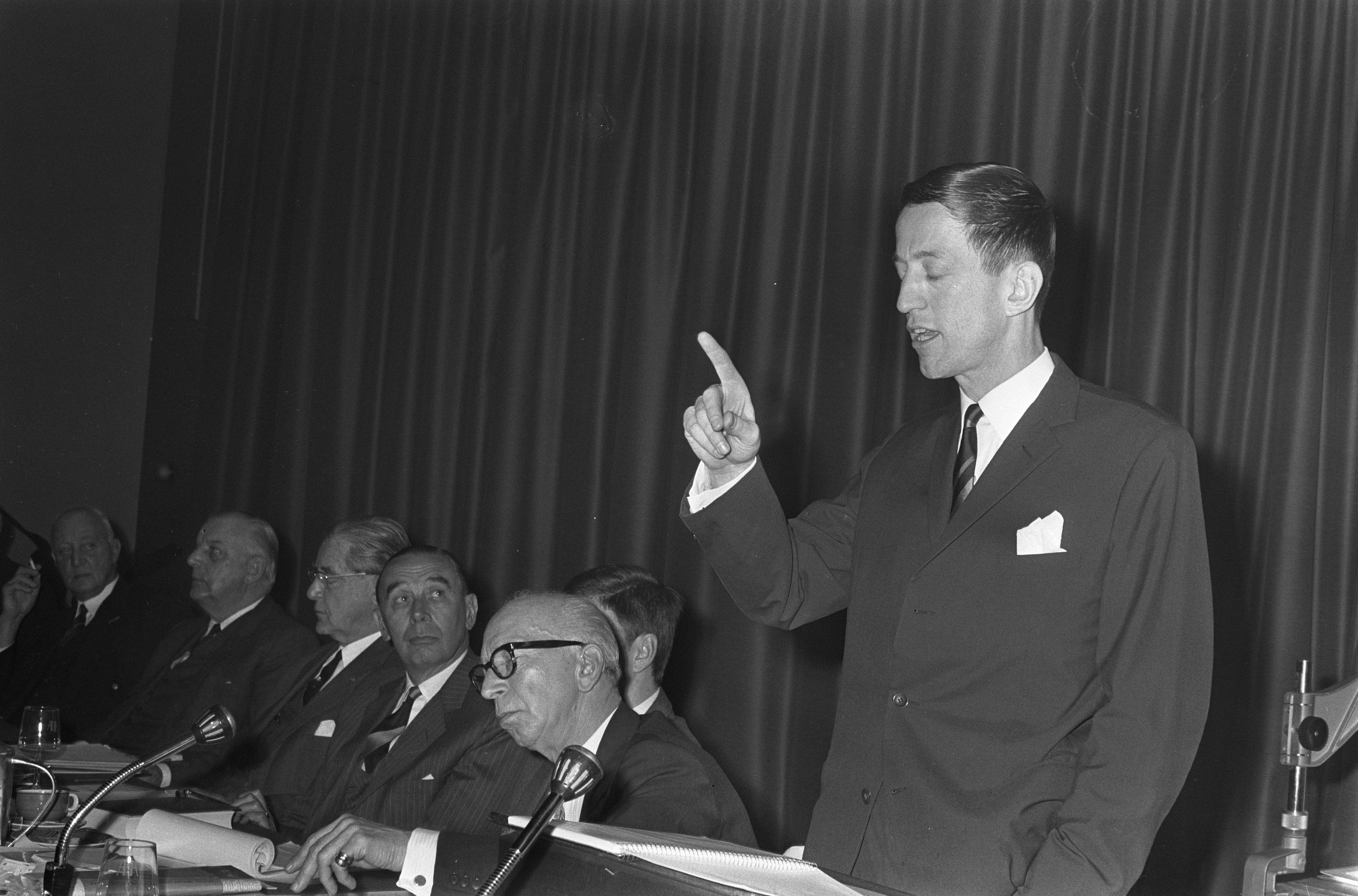
Buitengewone aandeelhoudersvergadering VMF Stork-Werkspoor Hilton Hotel Amsterdam, 2 december 1969
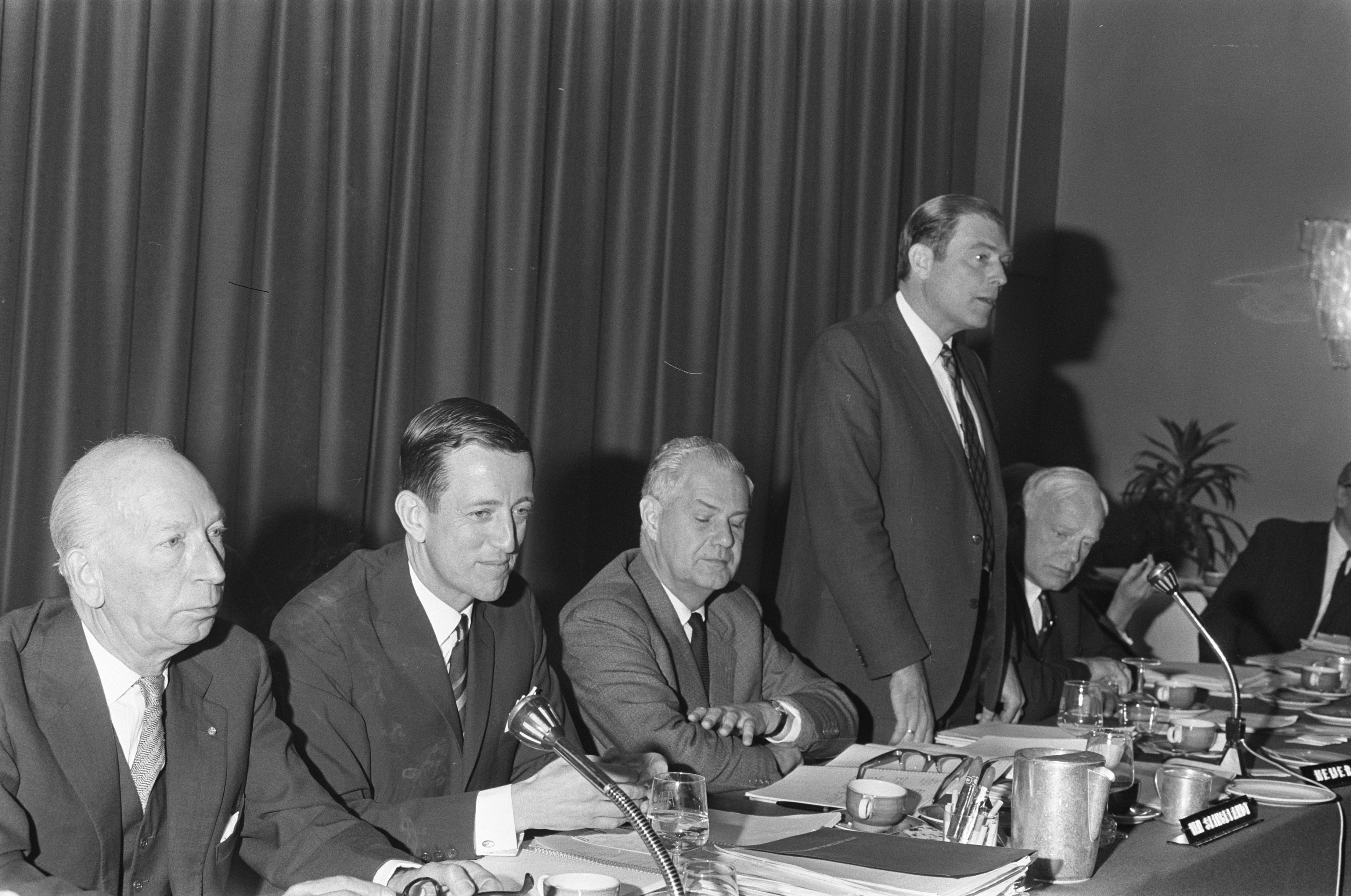
Buitengewone aandeelhoudersvergadering VMF Stork-Werspoor Hilton Hotel Amsterdam
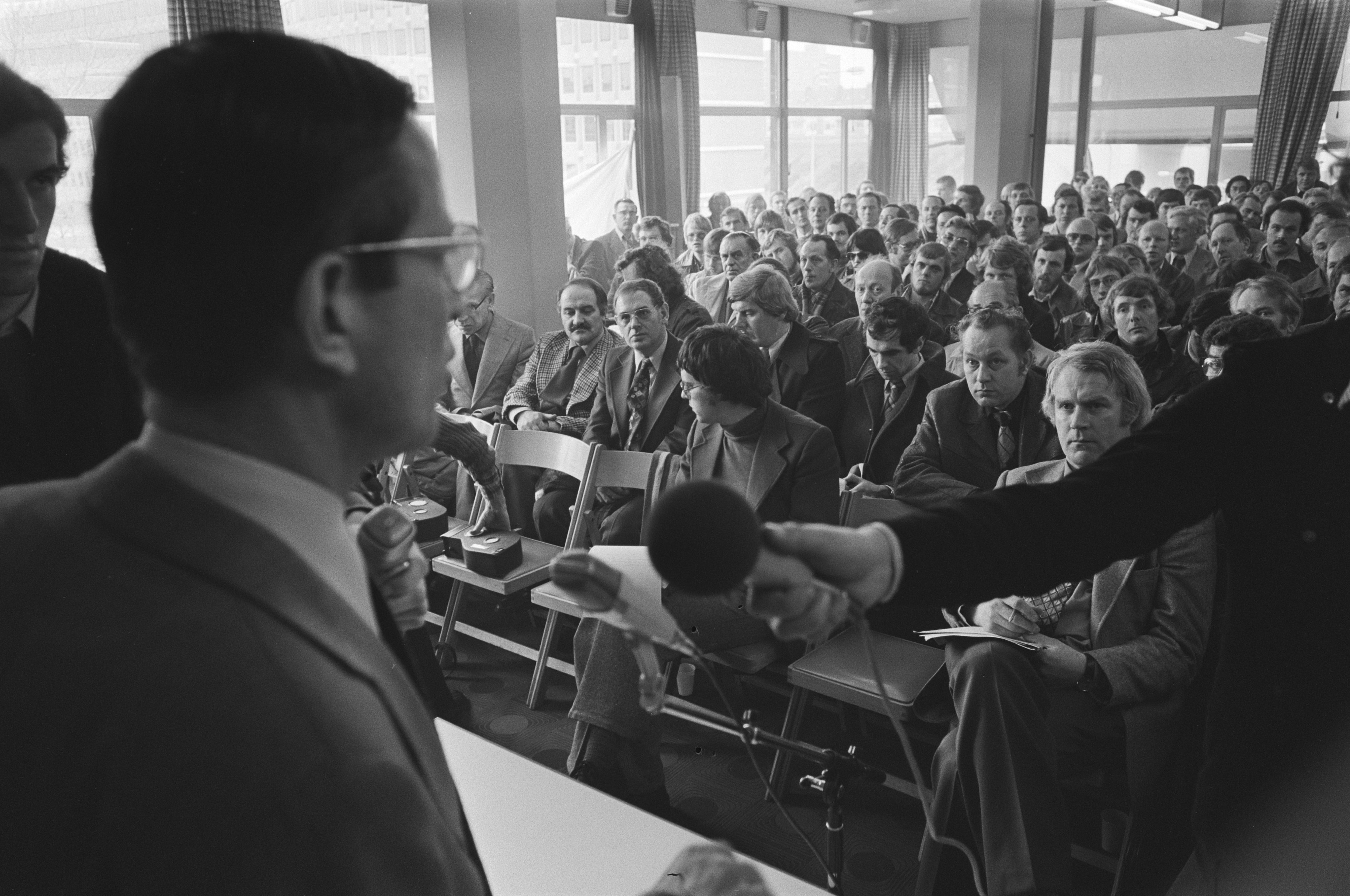
Protest van het personeel van VMF Stork tegen een dreigende sluiting, personeelsbijeenkomst in de kantine, 18 maart 1977
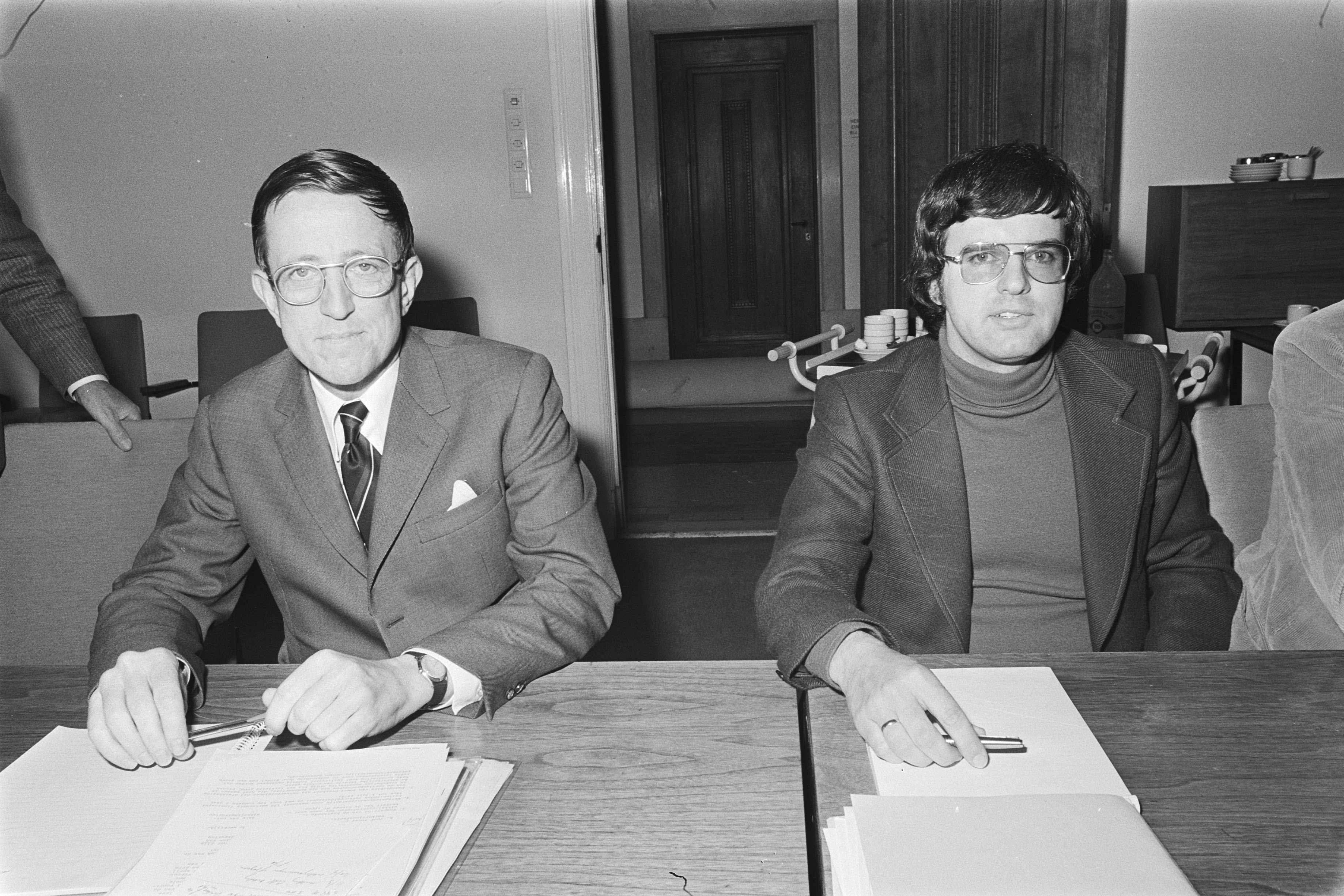
Minister Lubbers spreekt met Raad van Bestuur van VMF-Stork en vakbonden Scherm, 6 mei 1977
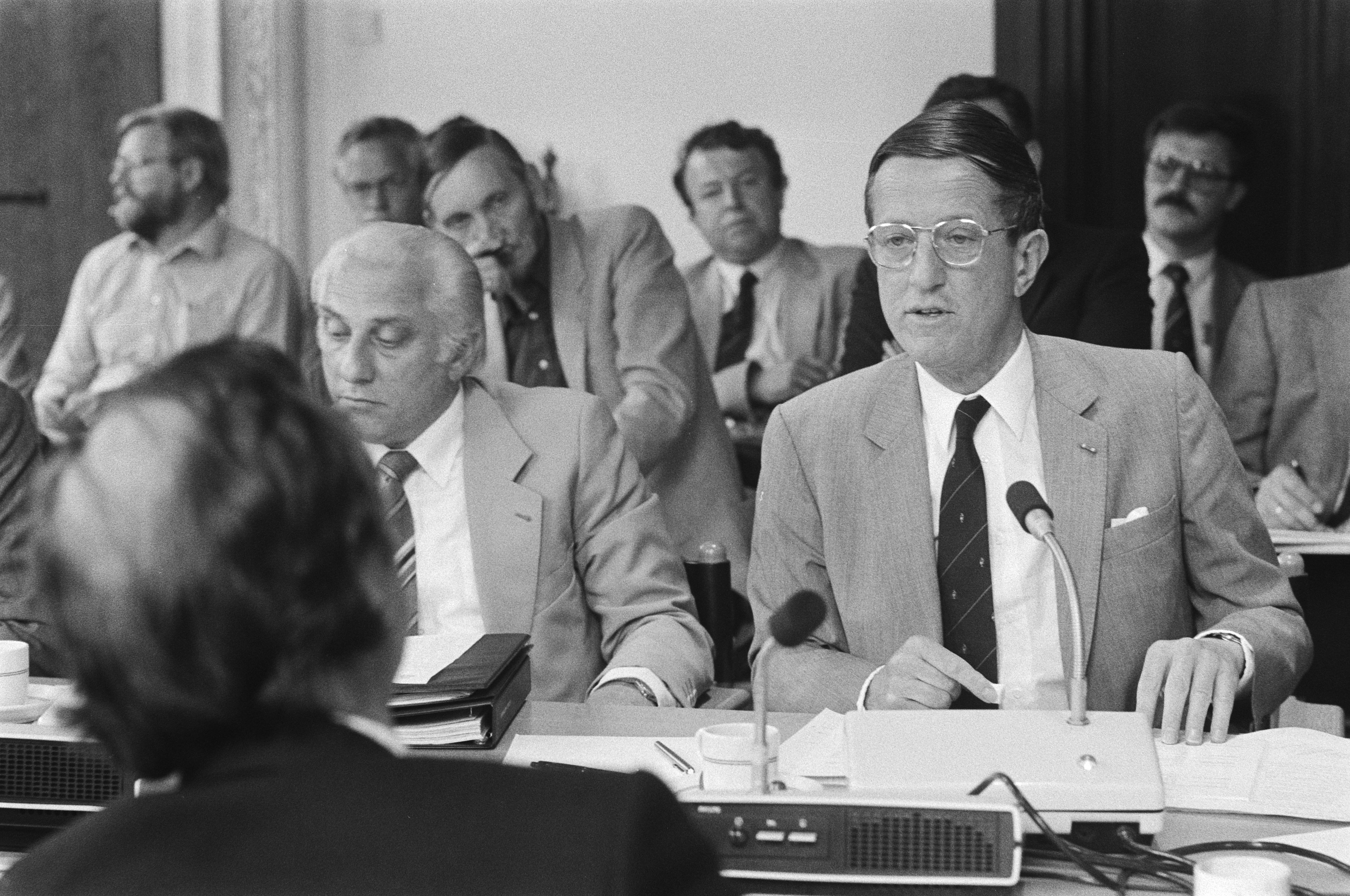
Horen van president van de Raad van Bestuur van VMF-Stork jhr. mr. F.O.J. Sickinghe, 29 juni 1983
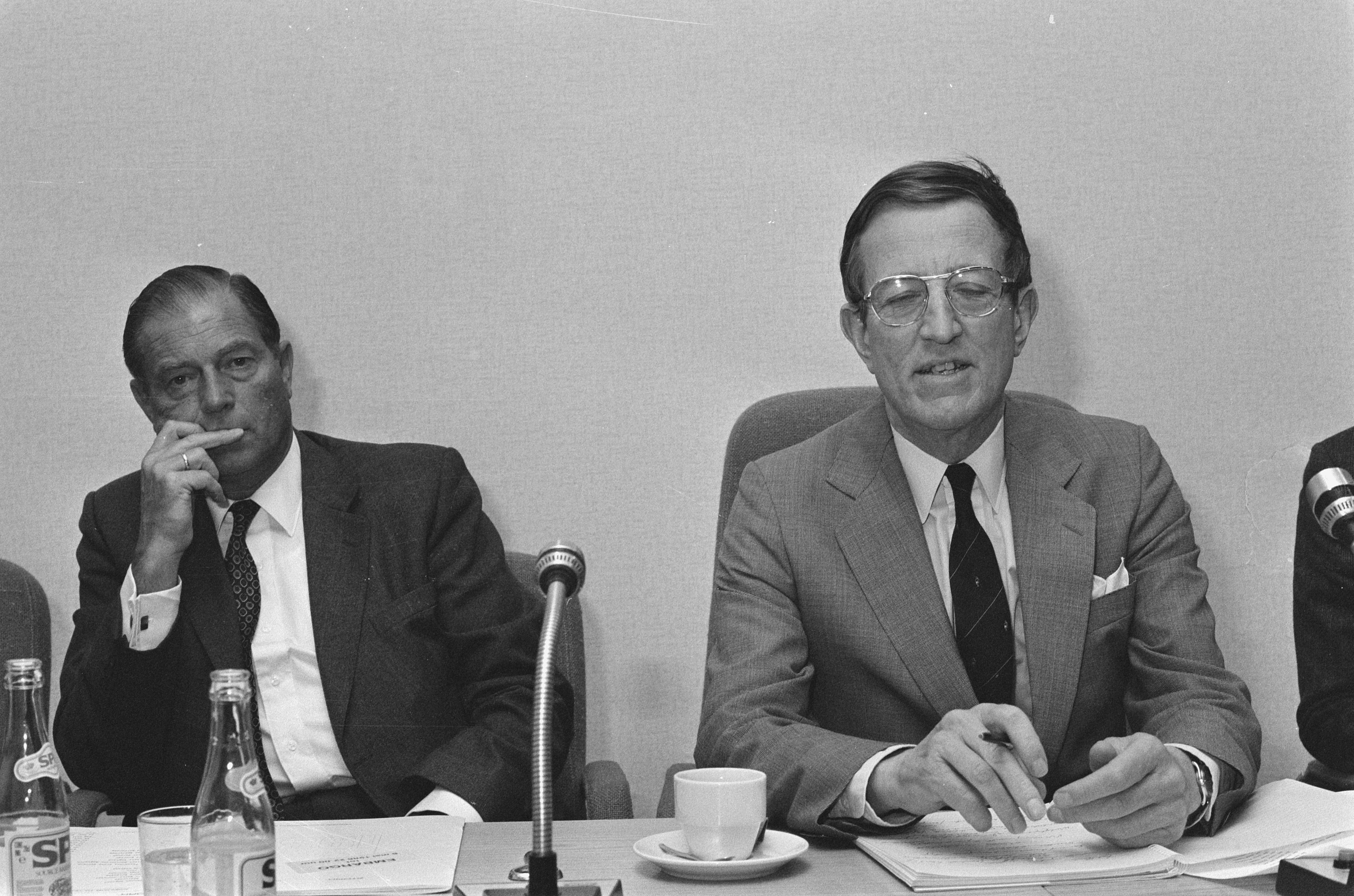
Presentatie van het jaarverslag van Stork in Amsterdam door F.O.J. Sickinghe, 1986

- International Standard Name Identifier: 0000 0003 9424 3718
- Nederlandse Thesaurus van Auteursnamen: 19775757X
- Virtual International Authority File: 288698144
- WorldCat: E39PCjHw7tcBg6yx9cFyc6BqXq